# 早見沙織
早见沙织（日语：／ Hayami Saori，1991年5月29日—）是日本女性声優、歌手。I'm Enterprise所属。東京都出身。身高164cm。
代表作有 《LovePlus》（高嶺愛花）、《桃華月憚》（川壁桃花）、《我家有個狐仙大人》（蛟）、《鶺鴒女神》（結）、《天降之物》（伊卡洛斯）、《我的妹妹哪有这么可爱》（新垣绫濑）、《魔法科高中的劣等生》（司波深雪）、《果然我的青春戀愛喜劇搞錯了。》（雪之下雪乃）、《山田君與7人魔女》（白石麗）、《赤髮白雪姬》（白雪）、（西宮硝子）、《狂賭之淵》（蛇喰夢子）、《RDG瀕危物種少女》（鈴原泉水子）、《鬼滅之刃》（胡蝶忍）、《ONE PIECE》（大和）、《SPY×FAMILY間諜家家酒》（約兒·佛傑）等。

## 概要

### 來歷
- 從幼兒園開始到高中一直都在東京都白百合學園就讀，不過在高中時轉學到都內的高中。
- 在小學4年級的時候知道了「聲優」這職業，決心成為聲優。
- 2004年4月，中學1年級時進入日本播音演技研究所少年聲優班學習。
- 在少年聲優班第二年的2006年3月，通過I'm Enterprise的選拔考試。第一次工作是《機械女僕》的Drama CD。之後在2007年透過《桃華月憚》動畫出道。
- 2015年4月，宣佈將以同年七月播放的動畫《赤髮白雪姬》的OP曲個人名義歌手身份出道。[5]

### 特色
清脆的聲音是其特徵。演技幅度很廣的實力派，從幼女到花樣年華的少女、文靜的角色到活潑的角色、而且還能演出少年角色動物角色。演出的不同角色之間的差別很大。此外歌唱力也有公認的評價。

### 人物
- 家庭構成是父親、母親[6]。有飼養兔子
- 興趣是彈鋼琴、做料理、聽音樂、觀賞電影。
- 喜歡看警察題材的電視劇，在廣播中透露出是電視劇《相棒》系列的FANS。
- 從4歲開始學彈鋼琴，此外還學過繪畫、游泳、網球等眾多東西，不過唯一持續下來的是彈鋼琴，體育類的基本都持續不久。在繪畫方面，據說曾在小學生時參加亞洲大賽并獲得金獎。[7]
- 性格非常穩健，待人很有禮貌。而且在演技上具有很高的意識和才能，在聲優前輩和動畫製作人員中也有很高的評價。[8]據說同事務所的間島淳司在收錄現場看到剛出道沒多久時候的早見時說「看來我們事務所將來也很安泰啊」[9]。
- 小時候開始就很喜歡唱歌，據說和母親一起坐車的時候總是跟著車上的播放機大聲地唱歌，然後母親經常會指導她說「剛才走調了」之類的。在爵士樂歌手的母親的推薦下在中學時就開始學習唱爵士樂。
- 在廣播節目中有時會模仿黑柳徹子、安東尼奧·豬木、兒玉清等。在《鶺鴒女神》的廣播節目中模仿黑柳徹子的段子在《鶺鴒女神》DVD第6卷的OVA裡被用來作惡搞。
- 有天然的一面，曾把洗面奶錯當牙膏拿來刷牙，還曾在收錄時背後的拉鏈沒拉上就來到錄音棚。

## 出演作品
※粗體字表示說明飾演的主要角色

### 電視動畫
2007年
- CLANNAD（女學生）
- 桃華月憚（川壁桃花）

2008年
- 死后文（恋人）
- 神靈狩/GHOST HOUND（女子小学生A）
- 鶺鴒女神（結）
- 幻影少年（女學生）
- 我家有个狐仙大人（蛟）

2009年
- 07-GHOST（拉潔特、ミカゲ（ブルピャ）、タジオ、修女、ミカゲ的妹妹）
- 浪漫追星社（矢来小夜、大八木朔（幼年））
- BASQUASH!（ヴィオレット）
- 東之伊甸（森美咲）
- 初戀限定。（女學生A）
- 神奇寶貝鑽石&珍珠（ルル）
- 天降之物（伊卡洛斯）
- 輕聲密語（錦木千津香）

2010年
- 鹡鸰女神 ～Pure Engagement～（结 / 結女）
- 爆漫王（亞豆美保）
- 我的妹妹哪有這麼可愛！（新垣綾瀨）
- 天降之物Forte（伊卡洛斯）
- 大神與七位夥伴（灰原系）
- MM一族（結野嵐子）
- STAR DRIVER 闪亮的塔科特（扬卷·和子）
- 刀語（皿場工舎）
- 傳說的勇者的傳說（可可）

2011年
- SKET DANCE（小倉メグミ）註：以亞豆美保的名義演出
- 只有神知道的世界II（哈克雅·杜·羅德·赫爾梅尼姆）
- 我們仍未知道那天所看見的花的名字。（鶴見知利子（鶴子））
- 沉默的森田同學（三浦千尋）
- 迴轉企鵝罐（久寶阿佐美）
- 爆漫王。2（亞豆美保）
- 沉默的森田同學 2（三浦千尋）
- 世界一初戀2（女學生）
- 機動戰士GUNDAM AGE（尤琳·路歇爾）

2012年
- 偽物語（斧乃木余接）
- 猛烈宇宙海賊（米雷妮·瑟爾頓）
- 惡魔奶爸（樫野諫冬）
- 戰國Collection（千利休）
- TARI TARI（沖田紗羽）
- 超譯百人一首戀歌（藤原高子）
- 冰菓（十文字華穗）
- 刀劍神域（幸）
- 爆漫王。3（亞豆美保）
- Muv-Luv Alternative - Total Eclipse（崇宰恭子（第13話））
- 頭文字D Fifth Stage（上原美佳）
- 櫻花莊的寵物女孩（上井草風香）
- 只要妳說妳愛我（新井美樹）

2013年
- 我的妹妹哪有這麼可愛。（新垣綾瀨、藤崎綾香）
- 果然我的青春戀愛喜劇搞錯了。（雪之下雪乃）
- RDG 瀕危物種少女（鈴原泉水子）
- 絕對防衛利維坦（利維坦）
- 爆漫王。3（亞豆美保）
- 野獸冒險樂園 (黒川真涼)
- FAIRY TAIL魔導少年（神樂·御雷）
- 戀愛實驗室（棚橋紘佳）
- 穿透幻影的太陽（岡倉聖音）
- 物語系列 第二季（斧乃木余接）
- 只有神知道的世界 女神篇（哈克雅·杜·羅德·赫爾梅尼姆）
- GUNDAM創戰者（艾拉·尤基艾寧）

2014年
- 咲-Saki- 全國篇（神代小蒔）
- BUDDY COMPLEX（弓原雛）
- 獻給某飛行員的戀歌（莎朗·摩科絲）
- 流浪神差（梅雨）
- 來自風平浪靜的明天（祭海大人）
- 魔法科高中的劣等生（司波深雪）
- SOUL EATER 噬魂者 NOT！（阿妮亞·赫本）
- 漫畫家與助手（足須沙穗都）
- 諸神的惡作劇（草薙結衣）
- 請問您今天要來點兔子嗎？（青山Blue Mountain）
- GLASSLIP（高山柳）
- 氷河公主 (小宮春香)
- 三坪房間的侵略者！？（露絲卡妮亞·那依·巴多姆西哈）
- 頭文字D Final Stage（上原美佳）
- 日常生活中的異能戰鬥（櫛川鳩子）
- 四月是你的謊言（井川繪見）
- 臨時女友（風町陽歌）
- 憑物語（斧乃木余接）

2015年
- 銃皇無盡的法夫納（立川穗乃花）
- 偶像大師 灰姑娘女孩（高垣楓）
- The Rolling Girls（豆千代）
- 果然我的青春戀愛喜劇搞錯了。續（雪之下雪乃）
- 魔法少女奈葉ViVid（銀河·中島）
- 在地下城尋求邂逅是否搞錯了什麼（琉·璃昂）
- 終結的熾天使（柊筱婭）
- 雙槍激鬥（露莎）
- SHOW BY ROCK!!（阿）
- 奏響吧！上低音號（小笠原晴香）
- 山田君與7人魔女（白石麗）
- 城下町的蒲公英（鲇濑花莲）
- 潮與虎（鷹取明代）
- 赤髮白雪姬（白雪）
- 流浪神差 ARAGOTO（梅雨）
- 終物語（斧乃木余接）
- 受讚頌者 虛偽的假面（宗近）
- 一拳超人（地獄的吹雪）
- 請問您今天要來點兔子嗎？？（青山Blue Mountain）
- 終結的熾天使 名古屋決戰篇（柊筱婭）

2016年
- 無彩限的幻影世界（和泉玲奈）
- 赤髮白雪姬 第2期（白雪）
- 魔法使光之美少女！（小哈／花海言葉／幸福天使、貓）
- 潮與虎 第2期（鷹取明代）
- 至高指令（久能麻里）
- SHOW BY ROCK!!SHORT!!（阿）
- 天真與閃電（飯田小鳥）
- 一人之下 the outcast（馮寶寶）
- 聖潔天使（奧蘿拉）
- GUNDAM創鬥者TRY 島上熱戰（艾拉）
- 終末的伊澤塔（芬妮）
- 魔法少女育成計劃（修女奈奈）
- SHOW BY ROCK!!#（阿）
- 奏響吧！上低音號2（小笠原晴香）

2017年
- 龍族拼圖X（焰刻之時龍契士·米露）
- 政宗君的復仇（朱里小十郎）
- 幼女戰記（維夏）
- 風夏（冰無小雪）
- élDLIVE宇宙警探（其方美鈴）
- Hand Shakers（花咲時雨）
- 偶像大師 灰姑娘女孩劇場 1st SEASON·2nd SEASON（高垣楓）
- 火影新世代BORUTO -NARUTO NEXT GENERATIONS-（漩渦向日葵）
- 覆面系Noise（有栖川仁乃）
- 戰鬥女子學園（常磐胡桃）
- Fate/Apocrypha（紅之Archer）
- 狂賭之淵（蛇喰夢子）
- 十二大戰（砂粒）
- Code:Realize ～創世的公主～（卡爾迪婭）
- 寶石之國（透綠柱石）
- 魔法使的新娘（莲南茜）

2018年
- 比宇宙更遠的地方（白石結月）
- BASILISK～櫻花忍法帖～（蓮）
- 一人之下 羅天大醮篇（馮寶寶）
- 霸穹 封神演義（龍吉公主）
- DARLING in the FRANXX（心）
- HUG! 光之美少女（花海言葉／幸福天使）※第36~37話
- 實驗品家庭（艾抒絲）
- 工作細胞（抑制性T細胞／未成熟胸腺細胞）
- 名侦探柯南（古冈美鸟）
- 偶像大師 灰姑娘女孩劇場 3rd SEASON（高垣楓）
- DOUBLE DECKER！道格＆基里爾（蒂娜·戴爾·里奧）
- Radiant 虛空魔境（烏爾米娜·巴格里奧雷）
- RELEASE THE SPYCE（多爾緹）

2019年
- 狂賭之淵××（蛇喰夢子）
- 笑容的代價（史黛拉·夏音寧）
- 異世界四重奏（維夏）
- 一拳超人（第2期）（地獄的吹雪）
- 偶像大師 灰姑娘女孩劇場 CLIMAX SEASON（高垣楓）
- 盾之勇者成名錄（緹麗絲）
- 獵獸神兵（貝亞特莉絲／塞壬）
- 彼方的阿斯特拉（溫琺·露）
- 鬼滅之刃（胡蝶忍）
- 在地下城尋求邂逅是否搞錯了什麼II（琉·璃昂）
- 入間同學入魔了！（阿薩茲勒·艾梅莉）
- Fate/Grand Order -絕對魔獸戰線巴比倫尼亞-（牛若丸）

2020年
- Radiant 虛空魔境 第2期（烏爾米娜·巴格里奧雷）
- 異世界四重奏2（維夏）
- 鬼太郎（第6作）（人魚子）
- 怕痛的我，把防禦力點滿就對了（霞）
- 索瑪麗與森林之神（烏佐伊）
- 神之塔 -Tower of God-（蕾哈爾）
- 新櫻花大戰 the Animation（庫拉麗絲）
- 轉生成女性向遊戲只有毀滅END的壞人大小姐（瑪麗亞・坎貝爾）
- 更多!怪俠佐羅利（蘿絲）
- 繼怪怪守護神（織小花央姫）
- 果然我的青春戀愛喜劇搞錯了。完（雪之下雪乃）
- 刀劍神域 Alicization War of Underworld -THE LAST SEASON-（幸）
- 宇崎學妹想要玩！（宇崎月）
- 炎炎消防隊 貳之章（主天使大姐姐）
- 勇者鬥惡龍 達伊的大冒險（2020）（蕾娜）
- 魔法科高中的劣等生 來訪者篇（司波深雪）
- 在魔王城說晚安（旁白、惡魔小熊、凱明皇后）
- 在地下城尋求邂逅是否搞錯了什麼III（琉·璃昂）
- 眾神眷顧的男人（艾莉莎·賈米爾）
- 咒術迴戰（伏黑津美紀）
- 青蛙Pickles -心情的顏色-

2021年
- SK∞（艾瑪、少女）
- SHOW BY ROCK!! STARS!!（阿）
- 工作細胞!!（抑制性T細胞）
- 轉生成蜘蛛又怎樣！（管理者D）
- 86－不存在的戰區－（安琪·艾瑪）
- 再見了，我的克拉默（梶みずき）
- 入間同學入魔了！ 第2期（阿薩茲勒·艾梅莉）
- 大運動會 ReSTART!（雅娜·克里斯多夫）
- 轉生成女性向遊戲只有毀滅END的壞人大小姐X（瑪麗亞·坎貝爾）
- 魔法科高中的優等生（司波深雪）
- 月光下的異世界之旅（愛瑪）
- 暗夜第六感 2041（新城エミリ）
- 我立於百萬生命之上（格蘭達·卡塔）
- ONE PIECE（大和）
- 與你一起健身拳擊（琳）
- SELECTION PROJECT（天澤燈）
- 前輩有夠煩（櫻井桃子）
- 鬼滅之刃 無限列車篇（胡蝶忍）
- 迷宮標記者（希娜）
- 魔法科高中的劣等生 追憶篇（司波深雪）

2022年
- 平家物語（平德子）
- 超異域公主連結 Re:Dive Season 2（怜）
- 少女前線（Vector）
- BLACK★★ROCK SHOOTER DAWN FALL（Dead Master）
- 成為女主角！～被討厭的女主角和秘密的工作～（中村千鶴）
- SPY×FAMILY間諜家家酒（約兒·佛傑）
- 盾之勇者成名錄 第二季（緹麗絲）
- 相合之物（私市緋色）
- 輝夜姬想讓人告白-超級浪漫-（龍珠桃）
- 這個僧侶有夠煩（瑪麗亞·戴絲芙蕾姆）
- RWBY 冰雪帝國（露比·蘿絲）
- 新來的女傭有點怪（悠利）
- 受讚頌者 二人的白皇（宗近）
- 在地下城尋求邂逅是否搞錯了什麼IV（琉·璃昂）
- 宇崎學妹想要玩！ω（宇崎月）
- 入間同學入魔了！ 第3期（阿薩茲勒·艾梅莉）
- 聖劍傳說 Legend of Mana -The Teardrop Crystal-（瑟拉菲娜）
- 福星小子（阿雪）
- BLUE LOCK 藍色監獄（玲王的母親）

2023年
- 怕痛的我，把防禦力點滿就對了2（霞、毛毛貓貓園地的貓）
- 狩火之王（綺羅）
- 眾神眷顧的男人2（艾莉莎·賈米爾）
- 數碼寶貝幽靈遊戲（量子兽）
- 輝夜姬想讓人告白-永不結束的初吻-（龍珠桃）
- 她去公爵家的理由（貝兒托利絲·特蘭傑）
- 偶像大師 灰姑娘女孩 U149（高垣楓）
- AYAKA -綾島奇譚-（尼宮百百子）
- 政宗君的復仇R（朱里小十郎）
- 咒術迴戰 懷玉·玉折 / 澀谷事變（伏黑津美紀）
- 獻祭公主與獸王（安娜塔西亞）
- 決鬥大師 WIN 決鬥學園篇（女神）
- 黑暗集會（H城址的靈）
- 想當冒險者前往都市的女兒成為S級（安潔琳）
- 撿走被人悔婚的千金，教會她壞壞的幸福生活（夏綠蒂·埃文斯）
- 全力兔（大姐頭）
- SPY×FAMILY間諜家家酒 Season 2（約兒·佛傑）
- 我想成為影之強者！ 2nd season（伊莉莎白）
- 豬肝記得煮熟再吃（伊絲）
- SHY靦腆英雄（イノリ）

2024年
- 迷宮飯（法琳）
- 肌肉魔法使-MASHLE- 神覺者候補選拔試驗篇（蘇菲娜·布里維亞）
- 月光下的異世界之旅 第二幕（愛瑪）
- 福星小子 第2期（阿雪）
- 狩火之王 第2期（綺羅）
- 魔女與野獸（法諾拉·克里斯托夫）
- 非自願的不死冒險者（謎之女性）
- 魔法科高中的劣等生 第3期（司波深雪）
- 神奇柑仔店（山田妙子）
- 蔚藍檔案（桐藤渚）
- 鬼滅之刃 柱訓練篇（胡蝶忍）
- 拉麵赤貓（クリシュナ）
- 模擬後宮體驗（七倉凜）
- 靠廢柴技能【狀態異常】成為最強的我將蹂躪一切（高雄聖）
- SHY靦腆英雄 第2期（イノリ）
- 再見，地球（雪莉）
- 神之塔 第2期（蕾哈爾）
- 聽說你們要結婚！？（本城寺莉香）
- 在地下城尋求邂逅是否搞錯了什麼V（琉·璃昂）
- 孤單一人的異世界攻略（安潔莉卡）
- 女僕冥土小姐（Nazca）

2025年
- 魔法使光之美少女！！～MIRAI DAYS～（花海言葉／幸福天使、翡翠）
- 雖然我是注定沒落的貴族 閒來無事只好來深究魔法（朱蒂）
- SAKAMOTO DAYS 坂本日常（大佛）
- 鬼人幻燈抄（白雪）
- MIRU 我的未來（長濱海未）
- 使人誤解的工房主～關於原英雄隊伍的雜役人員，實際上除了戰鬥能力外全是SSS的故事～（瑪蕾菲斯）
- 再見，地球 第2期（雪莉）
- 全力兔 第2期（大姐頭）
- 為丑女獻上花束（田端花）
- 和雨·和你（藤）
- 明天，美食廣場見。（齊藤）
- Bad Girl 不良少女（泉夢）
- 一拳超人 第3期（地獄的吹雪）
- 無職英雄（萊娜）
- SPY×FAMILY間諜家家酒 Season 3（約兒·佛傑）
- GNOSIA（史黛拉）

2026年
- 現在的是哪一個多聞！？（木下歌夏）

時期未定
- 幼女戰記II（維夏）
- 魔術師庫諾看得見一切（庫諾·古里翁）
- 異世界四重奏3（維夏）
- BLADE & BASTARD（艾妮琪）

### 劇場動畫
2010年
- 火影忍者疾風傳劇場版 失落之塔（薩拉）

2011年
- 天降之物 計時的悲傷女神（伊卡洛斯）
- 永遠之久遠（城崎貴理）

2013年
- 向陽的藍色陣雨（時雨）
- 蠟筆小新：超級美味！B級美食大逃亡！！（魚子醬）

2014年
- 天降之物Final 永遠的我的鳥籠（伊卡洛斯）

2015年
- 機動戰士GUNDAM THE ORIGIN(拉拉)
- 少女與戰車 劇場版（卡爾帕喬）
- 火影忍者劇場版：慕留人（漩渦向日葵）

2016年
- GANTZ:O（蕾佳）
- 電影版 聲之形（西宮硝子）
- 魔法使 光之美少女！奇跡的變身！莫夫倫天使！（花海言葉／幸福天使）

2017年
- 光之美少女 Dream Stars!（花海言葉／幸福天使）
- 特工次時代（沙娜可）
- 劇場版 魔法科高中的劣等生 呼喚星星的少女（司波深雪）
- 窈窕淑女 前篇 ～紅緒、花樣的17歲～（花村紅緒[82]）

2018年
- 大雄的寶島（比比）
- 窈窕淑女 後篇 ～花樣的東京大浪漫～(花村紅緒)
- 光之美少女 Super Stars!（花海言葉／幸福天使）
- HUG！光之美少女♡光之美少女 All Stars Memories（花海言葉／幸福天使）

2019年
- 劇場版 幼女戰記（維夏）
- 劇場版 在地下城尋求邂逅是否搞錯了什麼 -獵戶座之箭-（琉·璃昂）
- 劇場版 為了誰的鍊金術師（克羅伊）

2020年
- BURN THE WITCH 龍與魔女（梅希·巴爾夏）
- 鬼滅之刃劇場版 無限列車篇（胡蝶忍）
- 順其自然的日子（百合）
- 你在天空彼岸（小菊）

2021年
- 機動戰士鋼彈 閃光的哈薩威（凱莉亞）
- 扶桑花女孩之舞（真理）

2022年
- 劇場版 異世界四重奏 ～Another World～（維夏）

2023年
- 劇場版美少女戰士Cosmos（水手星光製造者／大氣光[83]）
- 歡迎來到駒田蒸餾所（駒田琉生[84]）
- 劇場版 轉生成女性向遊戲只有毀滅END的壞人大小姐（瑪麗亞·坎貝爾[85]）
- 光之美少女 All Stars F（花海言葉／幸福天使）
- 劇場版 SPY×FAMILY CODE: White（約兒·佛傑[86]）
- 劇場版 鋼管公主!!（蒼唯乃愛[87]）

2024年
- 美妙寵物 光之美少女 THE MOVIE！心動♡遊戲世界大冒險！（花海言葉／幸福天使[88]）
- 劇場版 OVERLORD 聖王國篇（卡兒可·貝薩雷斯[89]）

2025年
- 凡爾賽玫瑰（羅莎莉[90]）
- 鬼滅之刃劇場版 無限城篇 第一章 猗窩座再襲（胡蝶忍[91]）

### OVA
2007年
- 機械女僕（御堂菫）

2009年
- 初戀限定。（女學生、女子部員B）

2010年
- 灼眼的夏娜 III 〜前奏曲 前篇〜（宇垣成子）
- 天降之物（伊卡洛斯）
- 灼眼的夏娜 IV 〜前奏曲 後篇〜（宇垣成子）
- 飛輪少年 黑色羽毛與沉睡森林-Break on the sky- Trick1（中山彌生）
- 眼鏡女友（木村美月）
- 怪物王女（姬）

2011年
- 魔神凱撒SKL（由木翼）
- 怪物王女（姬）
- 飛輪少年 黑色羽毛與沉睡森林-Break on the sky- Trick2（中山彌生）
- 沉默的森田同學（三浦千尋）
- 飛輪少年 黑色羽毛與沉睡森林-Break on the sky- Trick3（中山彌生）

2012年
- 小鎮有你（神咲七海）

2014年
- 我的腦內戀礙選項（片戀望美）
- 少女與戰車 這才是真正的安齊奧之戰！(卡爾帕喬)

2015年
- 山田君與7人魔女（白石麗）
- 四月是你的謊言（井川繪見）
- 東京喰種JACK（三波麗花）

2016年
- 赤髮白雪姬（白雪）
- 一拳超人 #05「有着太多故事的姐妹」（吹雪）
- 終結的熾天使「吸血鬼沙哈爾」（柊筱婭）
- （雪之下雪乃）
- 在地下城尋求邂逅是否搞錯了什麼（琉·璃昂）

2018年
- 政宗君的復仇（朱里小十郎）

2020年
- 鬼滅之刃 那田蜘蛛山篇（胡蝶忍）
- 鬼滅之刃 柱合會議蝶屋敷篇（胡蝶忍）

2021年
- Fate/Grand Carnival（阿塔蘭塔、謎之Alterego·Λ）

### 網路動畫
2016年
- 曆物語（斧乃木余接）
- 女友伴身邊（♪）（風町陽歌）

2018年
- 殭屍少女的災難（歐芙洛希妮·史圖迪翁）

2019年
- 列比烏斯（A.J.蘭登）
- ZENONZARD THE ANIMATION（艾莉塔·拉許）

2021年
- 偶像大師 灰姑娘女孩劇場 Extra Stage（高垣楓）
- 吸血鬼之愛（渡部マキ）

2022年
- 小太郎一個人生活（秋友美月[92]）
- 轟天高校生（瑪莉亞·克萊梅蒂中佐）
- CINDERELLA GIRLS 10th Anniversary Celebration Animation ETERNITY MEMORIES（高垣楓）
- LUPIN ZERO（洋子[93]）

2023年
- 鋼管公主!!（蒼唯乃愛）
- 大怪獸卡美拉：重生（艾蜜可）

2024年
- 物語系列 第外季&第怪季（斧乃木余接[94]）
- Fate/Grand Order 搞不懂的藤丸立香 第2期（阿塔兰忒、平景清）

### 游戏
2007年
- SD GUNDAM G世代 SPIRITS（ネリィ・オルソン）
- （牧田弥生、神野末葉）
- ♂モット!!恋愛主義♀ 美少女游戏 「Boreas」（木原千穗）

2009年
- 鹡鸰女神 〜來自未來的禮物〜（結）
- LOVEPLUS（高嶺愛花）
- 蘭島物語 レアランドストーリー 少女の約定（フェイ）

2010年
- LOVEPLUS +（高嶺愛花）
- 秋之回憶7（鼓堂詩名）
- 粉彩鈴音Continue（ルーシー・ミソシアード）

2011年
- 我的妹妹哪有這麼可愛！（新垣綾瀨）
- 無盡傳奇（蕾娅·罗兰德）
- 蘿球社！（狩野琴繪）

2012年
- New LOVEPLUS（高嶺愛花）
- E.X Troopers（雪賊巫女·蒂姬）
- 光明之刃（艾爾米娜）

2013年
- Fate/EXTRA CCC（溶解莉莉絲）
- 英雄傳說 閃之軌跡（艾瑪·米爾斯汀）
- 月英學園（御月英理）
- 果然就算是遊戲我的青春戀愛喜劇搞錯了。（雪之下雪乃）
- 巴哈姆特之怒（賽莉雅）
- 光明之舟（基爾瑪麗亞）
- UNDER NIGHT IN-BIRTH Exe:Late (原田織江)

2014年
- 英雄傳說 閃之軌跡II（艾瑪·米爾斯汀）
- Wake Up, Girls! 舞台天使（真木繪梨香）
- New LOVEPLUS +（高嶺愛花）
- 光明之響（霧香·永羽·亞爾瑪）
- 電擊文庫 FIGHTING CLIMAX（司波深雪）
- 魔法科高中的劣等生 LOST ZERO（司波深雪）
- 夢幻之星NOVA（悠諾）
- 妖怪百姬（葛之葉）
- 屍體派對 BLOOD DRIVE（丹羽玖音）
- 機動戰士GUNDAM Online（駕駛員聲〈認真III〉）

2015年
- 偶像大師 灰姑娘女孩 星光舞台（高垣楓）
- 偶像大師 全力以赴（高垣楓）
- 阿爾卡迪亞的蒼之巫女（菲莉葉）
- 合奏女孩！（神樹初）
- 鬼泣4 特别版（姬莉叶）
- 傳頌之物 虛偽的假面（宗近）
- 女友伴身邊 共度暑假（風町陽歌）
- 戰鬥女子學園（常磐胡桃）
- Fate/Grand Order（阿塔蘭塔、瑪爾大、牛若丸、Meltlilith溶解莉莉絲、阿塔蘭塔〔Alter〕）
- 艦隊collection（Graf Zeppelin、萩風）
- 血源詛咒（日文版配音-人偶）
- 蒼翼默示錄：神觀之夢（麻衣·棗）
- UNDER NIGHT IN-BIRTH Exe:Late[st] (原田織江)

2016年
- 超級機器人大戰OG THE MOON DWELLERS（夏娜米亞·愛特爾納·弗拉、瑩·耶巴納）
- 逆轉裁判6（蕾法·帕多瑪·克萊因）（レイファ・パドマ・クライン）
- 果然就算是遊戲我的青春戀愛喜劇搞錯了。續（雪之下雪乃）
- 心靈創傷大師∞（響木葵）
- 放學後少女聚落（神崎咲夜）
- 白貓Project（紫苑）（シオン）
- 傳頌之物 兩人的白皇（宗近）
- 陰陽師（花鳥卷）
- 少女前線（Vector）

2017年
- 魔法紀錄 魔法少女小圓外傳（美國織莉子）
- 新瑪奇英雄傳（彌莉）
- 永遠的7日之都（西比爾）

2018年
- Dragalia Lost ～失落的龍絆～（耶魯菲莉絲）
- 超異域公主連結 Re:Dive（怜）
- 棕色塵埃（阿斯特麗德）
- 神無月 (凜音)
- 蒼翼默示錄：交叉組隊戰 (原田織江、麻衣·棗、Ruby Rose)

2019年
- 鬼泣5（姬莉叶）
- 十三机兵防卫圈（东云谅子）
- 空戰奇兵7 未知天際（阿爾瑪・亞・希拉吉 / 蘿娜・亞・希拉吉）
- 深淵地平線（聖女貞德）
- 無雙OROCHI 蛇魔 3 Ultimate（蓋亞）
- LOVEPLUS EVERY（高嶺愛花[95]）
- Fire Emblem Heroes（希達）

2020年
- UNDER NIGHT IN-BIRTH Exe:Late[cl-r] (原田織江)
- Crash Fever（暗殺的疾風 琉）

2021年
- Fate/Grand Order（平景清）
- 原神（神里绫华）
- 魔法禁書目錄 幻想收束（琉·璃昂、司波深雪）
- 閃耀幻想曲（青山Blue Mountain）

2022年
- 魔法科高中的劣等生 Reloaded Memory（司波深雪）
- Melty Blood: TYPE LUMINA（牛若丸）

2024年
- 暗喻幻想：ReFantazio（艾潔琳·侯根堡）
- 復活邪神2 七英雄的復仇（洛克布凱）

### 廣播
- セキレイらじお（『鹡鸰女神』電視動畫公式網站：2008年5月16日－2008年12月26日）
- ラジオどっとあい 早見沙織のぽじてぃ部〜Sweetsな放課後（BBQR、超!A&G+、ニコニコアニメチャンネル：2008年10月3日－2008年12月26日）
- 東のエデン 放送部（animateTV：2009年4月10日－2009年10月9日）
- 宙のまにまに★放送室（『浪漫追星社』電視動畫公式網站：2009年6月30日－2009年9月29日）
- 早見沙織のふり〜すたいる♪（超!A&G+）

Radio Drama
- VOMIC フライハイ!（立花芽留）
- VOMIC あやかし恋絵巻（椿美依子）

### CD

#### 音乐CD
- 鹡鸰女神 OP主題歌「セキレイ」、ED主題歌「Dear sweet heart」/結、月海（井上麻里奈）、草野（花澤香菜）、松（遠藤綾）
- 鹡鸰女神 soundstage 01「恋する乙女は無敵です」/結
- セキレイらじお 主題歌「たまんない! KISS OR DIE!?」/結、月海（井上麻里奈）、草野（花澤香菜）、松（遠藤綾） ※收錄在鹡鸰女神DVD壱 完全生產限定版特典CD中
- 鹡鸰女神挿入歌「きみを想うとき」/結 ※收錄在鹡鸰女神DVD壱 完全生產限定版特典CD中
- PS2用遊戲 鹡鸰女神|鹡鸰女神 〜來自未來的禮物〜 OP主題歌「約束 I'm with You」、ED主題歌「SURVIVE BABY SURVIVE!」/結、月海（井上麻里奈）、草野（花澤香菜）、松（遠藤綾）
- 桃華月憚 OP主題歌「ゆめおぼろ」/犬飼真琴 With.守東桃香&川壁桃花
- 桃華月憚 ED主題歌「この世界がいつかは」/川壁桃花
- 桃華月憚 Drama CD 華劇草紙 恋「ウキウキブギウギ」/川壁桃花
- 桃華月憚 華奏乐集「最後の愛のために」/川壁桃花
- BASQUASH! OP主題歌「nO limiT」、挿入歌「moon passport」「Running on」、ED主題歌「二人の約束」/エクリップス（戸松遥、中島愛、早見沙織）
- 我家有個狐仙大人 ED主題歌「風がなにかを言おうとしてる」、挿入歌「MIRACLE WAY〜強く優しく護られて〜」/コウ
- 我が家のお稲荷さま。 天狐幻術 歌曲集「シアワセの言霊」/クー（ゆかな）、コウ、タマ（高橋美佳子）
- 天降之物 OP主題歌「Ring My Bell」（blue drops（吉田仁美&伊卡洛斯））
- STAR DRIVER アゲマキ・ワコが歌う劇中歌「木漏れ日のコンタクト」

#### Drama CD
- ELEMENT GIRLS 元素周期 萌えて覚える化学の基本（酸素）
- 鹡鸰女神 soundstage（結）
- 魂之搖籃 侵蝕世界者 Drama CD 〜宮廷魔術師ヨードの華麗なる!大冒険〜（水棲族的親衛隊員）
- 鄰座的怪同學 （大島千鶴）
- 神谷浩史、小野大輔的DearGirl～Stories～（サヤカ）
- 桃華月憚（川壁桃花）
- わがまま戦隊ブルームハート!（風間さくら（ピンクチェリー））
- 伊王野女王狂熱的愛情（みおと）

#### Radio CD
- DJCD「東のエデン 放送部」EDEN SIDE
- Radio CD 『宙のまにまに☆放送室』DVD出張版!（主持人）

### 外國片配音
- 千金奇緣（Geek Charming）（狄倫·尚菲爾〈莎拉·海蘭 主演〉）
- 神經妙探5 #5
- RWBY（Ruby Rose）
- 魔鬼終結者Zero（Misaki[96]）

## 音樂作品

### 单曲
|        | 发售日期      | 标题         | 商品番号   | 商品番号   | 商品番号   | 最高名次 |
| 歌手盤 | 发售日期      | 标题         | 动画盤     | 通常盤     |            | 最高名次 |
| ------ | ------------- | ------------ | ---------- | ---------- | ---------- | -------- |
| 1st    | 2015年8月12日 | やさしい希望 | 1000572324 | 1000572325 | 1000572326 | 11位     |
| 2nd    | 2016年2月3日  |              | 1000590446 | 1000590447 | 1000590448 | 10位     |
| 3rd    | 2017年11月8日 |              | 1000691610 | 1000691611 | 1000691612 | 21位     |
| 4th    | 2018年3月28日 | Jewelry      | 1000705356 | 不適用     | 1000705357 | 14位     |
| 5th    | 2018年9月19日 |              | 1000724903 | 不適用     | 1000724904 | 18位     |
| 6th    | 2022年9月14日 | Awake        | 不適用     | 不適用     | 1000818762 | 19位     |

### 網路配信
| 发售日期       | 标题         | 商品番号   |
| -------------- | ------------ | ---------- |
| 2019年12月18日 | Statice      | 1000756683 |
| 2021年12月17日 |              | 不適用     |
| 2022年7月29日  | Guide        | 不適用     |
| 2022年10月7日  | Tear of Will | 不適用     |
| 2023年1月6日   | 視紅         | 不適用     |

### 專輯
|        | 发售日期       | 标题            | 商品番号   | 商品番号   | 商品番号   | 最高名次 |
| 藍光盤 | 发售日期       | 标题            | 光碟盤     | 通常盤     |            | 最高名次 |
| ------ | -------------- | --------------- | ---------- | ---------- | ---------- | -------- |
| 1st    | 2016年5月25日  | Live Love Laugh | 1000597870 | 1000597871 | 1000597872 | 6位      |
| 2nd    | 2018年12月19日 | JUNCTION        | 1000729930 | 1000729931 | 1000729932 | 18位     |
| 3rd    | 2023年5月24日  | 白と花束        | 1000827906 | 不適用     | 1000827911 | 13位     |

### 迷你專輯
|        | 发售日期       | 标题          | 商品番号   | 商品番号   | 商品番号   | 最高名次 |
| 藍光盤 | 发售日期       | 标题          | 光碟盤     | 通常盤     |            | 最高名次 |
| ------ | -------------- | ------------- | ---------- | ---------- | ---------- | -------- |
| 1st    | 2016年12月21日 | live for LIVE | 1000636464 | 1000636465 | 1000636466 | 21位     |
| 2nd    | 2020年3月25日  |               | 不適用     | 不適用     | 1000759200 | 23位     |
| 3rd    | 2020年9月2日   | GARDEN        | 1000770968 | 不適用     | 1000770969 | 14位     |

### 商業搭配
| 樂曲         | 相關作品                                                           | 時期   |
| ------------ | ------------------------------------------------------------------ | ------ |
|              | 電視動畫《赤髮白雪姬》片頭曲                                       | 2015年 |
|              | 電視動畫《赤髮白雪姬 第二季》片頭曲                                | 2016年 |
|              | 動畫電影《窈窕淑女 前篇 〜红绪、花之17岁〜》主題曲                 | 2017年 |
| Jewelry      | 電視動畫《庫洛魔法使 透明牌篇》片尾曲                              | 2018年 |
|              | 動畫電影《窈窕淑女 後篇 ～花之東京大浪漫～》主題曲                 | 2018年 |
| Statice      | 單機遊戲《無雙OROCHI 蛇魔 3 Ultimate》主題曲                       | 2019年 |
| Justitia     | 手機遊戲《在地下城尋求邂逅是否搞錯了什麼～記憶憧憬～》三周年主題曲 | 2020年 |
| 赤勇之歌     | 手機遊戲《在地下城尋求邂逅是否搞錯了什麼～記憶憧憬～》五周年主題曲 | 2022年 |
| Guide        | 電視動畫《在地下城尋求邂逅是否搞錯了什麼Ⅳ》片尾曲                  | 2022年 |
| Awake        | 電視動畫《RWBY 冰雪帝》片尾曲                                      | 2022年 |
| Tear of Will | 電視動畫《聖劍傳說 瑪娜傳奇》片頭曲                                | 2022年 |

### 參加作品
| 發售日   | 商品名 | 歌 | 樂曲 | 備考                                                          |
| 2007年   | 2007年 | 2007年 | 2007年 | 2007年                                                        |
| -------- | --- | --- | --- | ------------------------------------------------------------- |
| 6月20日  | | 犬飼真琴（喜多村英梨）With. 守東桃香（伊瀬茉莉也）& 川壁桃花（早見沙織） | 「」 | 電視動畫《桃華月憚》片頭曲                                    |
| 6月20日  | | 川壁桃花（早見沙織） | 「」 | 電視動畫《桃華月憚》片尾曲                                    |
| 7月18日  | 桃華月憚 音劇集                                                                                             | 犬飼真琴（喜多村英梨）With.守東桃香（伊瀬茉莉也）＆川壁桃花（早見沙織） | 「（TV Sized）」 | 電視動畫《桃華月憚》片頭曲                                    |
| 7月18日  | 桃華月憚 音劇集                                                                                             | 川壁桃花（早見沙織） | 「（TV Sized Plus）」 | 電視動畫《桃華月憚》片尾曲                                    |
| 11月21日 | 桃華月憚 華劇草紙「恋」                                                                                     | 川壁桃花（早見沙織） | 「」 | 電視動畫《桃華月憚》角色歌                                    |
| 2008年   | | | |                                                               |
| 1月25日  | 桃華月憚 華奏樂集                                                                                           | 犬飼真琴（喜多村英梨）With.守東桃香（伊瀬茉莉也）＆川壁桃花（早見沙織） | 「」 | 電視動畫《桃華月憚》片頭曲                                    |
| 1月25日  | 桃華月憚 華奏樂集                                                                                           | 川壁桃花（早見沙織） | 「」 | 電視動畫《桃華月憚》角色歌                                    |
| 1月25日  | 桃華月憚 華奏樂集                                                                                           | 川壁桃花（早見沙織） | 「」 | 電視動畫《桃華月憚》片尾曲                                    |
| 1月25日  | 桃華月憚 華奏樂集                                                                                           | 川壁桃花（早見沙織） | 「」 | 電視動畫《桃華月憚》角色歌                                    |
| 5月28日  | | 蛟（早見沙織） | 「」 | 電視動畫《我家有個狐仙大人》片尾曲                            |
| 5月28日  | 「MIRACLE WAY〜〜」                                                                                         | 蛟（早見沙織） | 電視動畫《我家有個狐仙大人》角色歌 |                                                               |
| 7月23日  | /Dear sweet heart                                                                                           | 結（早見沙織）、月海（井上麻里奈）、草野（花澤香菜）、松（遠藤綾） | 「」 | 電視動畫《鶺鴒女神》片頭曲                                    |
| 7月23日  | /Dear sweet heart                                                                                           | 結（早見沙織）、月海（井上麻里奈）、草野（花澤香菜）、松（遠藤綾） | 「Dear sweet heart」 | 電視動畫《鶺鴒女神》片尾曲                                    |
| 10月1日  | 我家有個狐仙大人。天狐幻術 歌曲集                                                                           | 蛟（早見沙織） | 「」 | 電視動畫《我家有個狐仙大人》片尾曲                            |
| 10月1日  | 我家有個狐仙大人。天狐幻術 歌曲集                                                                           | 天狐空幻（尤加奈）、蛟（早見沙織）、天狐玉耀（高橋美佳子） | 「」 | 電視動畫《我家有個狐仙大人》片尾曲                            |
| 2009年   | | | |                                                               |
| 5月1日   | Drama CD !                                                                                                  | 風間櫻／PinkCherry（早見沙織） | 「！！」 | !（Drama CD主題歌）                                           |
| 5月29日  | nO limiT | 日食〔魯修（戸松遙）、史特羅（中島愛）、維奧莉特（早見沙織）〕 | 「nO limiT」 | 電視動畫《BASQUASH!》片頭曲                                   |
| 5月29日  | nO limiT | 日食〔魯修（戸松遙）、史特羅（中島愛）、維奧莉特（早見沙織）〕 | 「moon passport」 | 電視動畫《BASQUASH!》插曲                                     |
| 6月17日  | Running on                                                                                                  | 日食〔魯修（戸松遙）、史特羅（中島愛）、維奧莉特（早見沙織）〕 | 「Running on」 | 電視動畫《BASQUASH!》插曲                                     |
| 6月17日  | Running on                                                                                                  | 維奧莉特 starring 早見沙織 | 「nO limiT（Violette starring）」 | 電視動畫《BASQUASH!》片頭曲                                   |
| 8月19日  | | 日食〔魯修（戸松遙）、史特羅（中島愛）、維奧莉特（早見沙織）〕 | 「」 | 電視動畫《BASQUASH!》片尾曲                                   |
| 9月2日   | 永遠 | 高嶺愛花（早見沙織）、小早川凜子（丹下櫻）、姊崎寧寧（皆口裕子） | 「永遠」 | 電視動畫《LOVEPLUS》主題曲                                    |
| 9月16日  | ! | 日食〔魯修（戸松遙）、史特羅（中島愛）、維奧莉特（早見沙織）〕 | 「BRACE」 | 電視動畫《BASQUASH!》角色歌                                   |
| 9月16日  | ! | 日食〔魯修（戸松遙）、史特羅（中島愛）、維奧莉特（早見沙織）〕 | 「Running on album-mix」 | 電視動畫《BASQUASH!》角色歌                                   |
| 9月16日  | ! | 日食〔魯修（戸松遙）、史特羅（中島愛）、維奧莉特（早見沙織）〕 | 「nO limiT album-mix」 | 電視動畫《BASQUASH!》角色歌                                   |
| 9月16日  | ! | 維奧莉特 starring 早見沙織 | 「」 | 電視動畫《BASQUASH!》角色歌                                   |
| 9月16日  | ! | 維奧莉特 starring 早見沙織 | 「流星」 | 電視動畫《BASQUASH!》角色歌                                   |
| 9月30日  | | 矢来小夜（早見沙織） | 「」 | 電視動畫《浪漫追星社》角色歌                                  |
| 11月4日  | 約束 I'm with You/SURVIVE BABY SURVIVE!                                                                     | 結（早見沙織）、月海（井上麻里奈）、草野（花澤香菜）、松（遠藤綾） | 「約束 I'm with You」 | 遊戲《鶺鴒女神 ～未來的贈禮～》片頭曲                         |
| 11月4日  | 約束 I'm with You/SURVIVE BABY SURVIVE!                                                                     | 結（早見沙織）、月海（井上麻里奈）、草野（花澤香菜）、松（遠藤綾） | 「SURVIVE BABY SURVIVE!」 | 遊戲《鶺鴒女神 ～未來的贈禮～》片尾曲                         |
| 11月4日  | Ring My Bell                                                                                                | blue drops［吉田仁美＆伊卡洛斯（早見沙織）］ | 「Ring My Bell（Main Vocal Hitomi）」 | 電視動畫《天降之物》片頭曲                                    |
| 11月4日  | Ring My Bell                                                                                                | blue drops［吉田仁美＆伊卡洛斯（早見沙織）］ | 「（Main Vocal Hitomi）」 | 電視動畫《天降之物》片尾曲                                    |
| 11月4日  | Ring My Bell                                                                                                | blue drops［吉田仁美＆伊卡洛斯（早見沙織）］ | 「Ring My Bell（Main Vocal Saori）」 | Web Radio「天降之物～Falling☆Love～」片頭曲                   |
| 11月4日  | Ring My Bell                                                                                                | blue drops［吉田仁美＆伊卡洛斯（早見沙織）］ | 「（Main Vocal Saori）」 | Web Radio「天降之物～Falling☆Love～」片尾曲                   |
| 11月20日 | LOVEPLUS Character Single BOX                                                                               | 高嶺愛花（早見沙織） | 「」 | 遊戲《LOVEPLUS》角色歌                                        |
| 11月20日 | LOVEPLUS Character Single BOX                                                                               | 高嶺愛花（早見沙織） | 「」 | 遊戲《LOVEPLUS》角色歌                                        |
| 12月29日 | 天降之物 Ending Song Collection                                                                             | 伊卡洛斯（早見沙織）、見月楚原（美名）、五月田根美香子（高垣彩陽）、櫻井智樹（保志總一朗）、守形英四郎（鈴木達央） | 「」 | 電視動畫《天降之物》片尾曲                                    |
| 12月29日 | 天降之物 Ending Song Collection                                                                             | 伊卡洛斯（早見沙織）、寧芙（野水伊織）、見月楚原（美名）、五月田根美香子（高垣彩陽）、櫻井智樹（保志總一朗）、守形英四郎（鈴木達央） | 「」 | 電視動畫《天降之物》片尾曲                                    |
| 12月29日 | 天降之物 Ending Song Collection                                                                             | 伊卡洛斯（早見沙織）、五月田根美香子（高垣彩陽） | 「初恋」 | 電視動畫《天降之物》片尾曲                                    |
| 12月29日 | 天降之物 Ending Song Collection                                                                             | 伊卡洛斯（早見沙織） | 「」 | 電視動畫《天降之物》片尾曲                                    |
| 12月29日 | 天降之物 Ending Song Collection                                                                             | 伊卡洛斯（早見沙織）、寧芙（野水伊織）、見月楚原（美名） | 「春一番」 | 電視動畫《天降之物》片尾曲                                    |
| 2010年   | | | |                                                               |
| 3月10日  | 天降之物 角色歌集                                                                                           | 伊卡洛斯（早見沙織） | 「fallen down（CD Full Version）」 | 電視動畫《天降之物》角色歌                                    |
| 3月24日  | 東之伊甸 劇場版 原聲大碟                                                                                    | 早見沙織 | 「」 | 劇場版《東之伊甸》角色歌                                      |
| 7月21日  | 〜Pure Engagement〜/                                                                                        | 結（早見沙織）、月海（井上麻里奈）、草野（花澤香菜）、松（遠藤綾） | 「〜Pure Engagement〜」 | 電視動畫《鶺鴒女神〜Pure Engagement〜》片頭曲                 |
| 7月21日  | 〜Pure Engagement〜/                                                                                        | 結（早見沙織）、月海（井上麻里奈）、草野（花澤香菜）、松（遠藤綾） | 「」 | 電視動畫《鶺鴒女神〜Pure Engagement〜》片尾曲                 |
| 7月21日  | | 高嶺愛花（早見沙織）、小早川凜子（丹下櫻）、姊崎寧寧（皆口裕子） | 「」 | 遊戲《LOVEPLUS+》主題曲                                       |
| 7月28日  | 火影忍者疾風傳劇場版 失落之塔 原聲大碟                                                                      | 薩拉（早見沙織） | 「」 | 《火影忍者疾風傳劇場版 失落之塔》插曲                         |
| 8月25日  | 鶺鴒女神〜Pure Engagement〜 Blu-ray & DVD 第1卷 完全限定生産版 特典CD                                       | 結（早見沙織） | 「」 | -                                                             |
| 9月29日  | SEKIREI SOUND COMPLETE                                                                                      | 結（早見沙織）、月海（井上麻里奈）、草野（花澤香菜）、松（遠藤綾） | 「」 | 電視動畫《鶺鴒女神》片頭曲                                    |
| 9月29日  | SEKIREI SOUND COMPLETE                                                                                      | 結（早見沙織）、月海（井上麻里奈）、草野（花澤香菜）、松（遠藤綾） | 「Dear sweet heart」 | 電視動畫《鶺鴒女神》片尾曲                                    |
| 9月29日  | SEKIREI SOUND COMPLETE                                                                                      | 結（早見沙織） | 「」 | 電視動畫《鶺鴒女神》片尾曲                                    |
| 9月29日  | SEKIREI SOUND COMPLETE                                                                                      | 結（早見沙織）、月海（井上麻里奈）、草野（花澤香菜）、松（遠藤綾） | 「! KISS OR DIE!?」 | 廣播《鶺鴒女神廣播》主題曲                                    |
| 9月29日  | SEKIREI SOUND COMPLETE                                                                                      | 結（早見沙織）、月海（井上麻里奈）、草野（花澤香菜）、松（遠藤綾） | 「約束 I'm with You」 | 遊戲《鶺鴒女神 ～未來的贈禮～》片頭曲                         |
| 9月29日  | SEKIREI SOUND COMPLETE                                                                                      | 結（早見沙織）、月海（井上麻里奈）、草野（花澤香菜）、松（遠藤綾） | 「SURVIVE BABY SURVIVE!」 | 遊戲《鶺鴒女神 ～未來的贈禮～》片尾曲                         |
| 9月29日  | SEKIREI SOUND COMPLETE                                                                                      | 結（早見沙織）、月海（井上麻里奈）、草野（花澤香菜）、松（遠藤綾） | 「〜Pure Engagement〜」 | 電視動畫《鶺鴒女神〜Pure Engagement〜》片頭曲                 |
| 9月29日  | SEKIREI SOUND COMPLETE                                                                                      | 結（早見沙織）、月海（井上麻里奈）、草野（花澤香菜）、松（遠藤綾） | 「」 | 電視動畫《鶺鴒女神〜Pure Engagement〜》片尾曲                 |
| 9月29日  | SEKIREI SOUND COMPLETE                                                                                      | 結（早見沙織） | 「」 | 電視動畫《鶺鴒女神〜Pure Engagement〜》片尾曲                 |
| 9月29日  | SEKIREI SOUND COMPLETE                                                                                      | 結（早見沙織） | 「Change the World」 | 電視動畫《鶺鴒女神〜Pure Engagement〜》插曲                   |
| 9月29日  | SEKIREI SOUND COMPLETE                                                                                      | 結（早見沙織）、月海（井上麻里奈）、草野（花澤香菜）、松（遠藤綾） | 「LET'S GO GET U!」 | 廣播《鶺鴒女神廣播〜Pure Engagement〜》主題曲                 |
| 9月29日  | SEKIREI SOUND COMPLETE                                                                                      | 結（早見沙織）、月海（井上麻里奈）、草野（花澤香菜）、松（遠藤綾） | 「」 | -                                                             |
| 10月27日 | HELP!! | 石動美緒（竹達彩奈）、結野嵐子（早見沙織） | 「HELP!!-Heaven side-」 | 電視動畫《MM一族》片頭曲                                      |
| 10月27日 | HELP!! | 石動美緒（竹達彩奈）、結野嵐子（早見沙織） | 「」 | 電視動畫《MM一族》插曲                                        |
| 10月27日 | 加油啊！別消失了！！色素簿子小姐 廣播劇CD                                                                   | 色素薄子（早見沙織） | 「」 | 漫畫《加油啊！別消失了！！色素簿子小姐》角色歌                |
| 10月27日 | 加油啊！別消失了！！色素簿子小姐 廣播劇CD                                                                   | 色素薄子（早見沙織） | 「」 | 漫畫《加油啊！別消失了！！色素簿子小姐》角色歌                |
| 11月10日 | | blue drops［吉田仁美、伊卡洛斯（早見沙織）］ | 「（Main Vocal Hitomi）」 | 電視動畫《天降之物f》片頭曲                                   |
| 11月10日 | 「（Main Vocal Saori）」                                                                                    | blue drops［吉田仁美、伊卡洛斯（早見沙織）］ | 網絡廣播《天降～Falling☆Love～》片頭曲 |                                                               |
| 11月10日 | 「（Piano Version）」                                                                                       | blue drops［吉田仁美、伊卡洛斯（早見沙織）］ | 電視動畫《天降之物f》片尾曲 |                                                               |
| 12月9日  | PSP版 Continue 初回限定版                                                                                   | 喜多村英梨、佐藤利奈、新名彩乃、早見沙織 | 「Brand new & Continue」 | 遊戲《PSP版 Continue》片尾曲                                  |
| 12月22日 | 天降之物f“今年也”片尾曲集                                                                                   | blue drops［吉田仁美、伊卡洛斯（早見沙織）］ | 「（Piano Version）」 | 電視動畫《天降之物f》片尾曲                                   |
| 12月22日 | 天降之物f“今年也”片尾曲集                                                                                   | 伊卡洛斯（早見沙織） feat. blue drops | 「COSMOS」 | 電視動畫《天降之物f》片尾曲                                   |
| 12月22日 | 天降之物f“今年也”片尾曲集                                                                                   | 櫻井智樹（保志總一朗）、伊卡洛斯（早見沙織）、見月楚原（美名）、守形英四郎（鈴木達央）、五月田根美香子（高垣彩陽）、寧芙（野水伊織）、阿斯特蕾亞（福原香織） | 「」 | 電視動畫《天降之物f》片尾曲                                   |
| 12月22日 | 天降之物f“今年也”片尾曲集                                                                                   | 伊卡洛斯（早見沙織）＆五月田根美香子（高垣彩陽） | 「」 | 電視動畫《天降之物f》片尾曲                                   |
| 12月22日 | 天降之物f“今年也”片尾曲集                                                                                   | blue drops［吉田仁美、伊卡洛斯（早見沙織）］ | 「（Guitar Version）」 | 電視動畫《天降之物f》片尾曲                                   |
| 12月22日 | 天降之物f“今年也”片尾曲集                                                                                   | 伊卡洛斯（早見沙織）、寧芙（野水伊織）、阿斯特蕾亞（福原香織） | 「」 | 電視動畫《天降之物f》片尾曲                                   |
| 2011年   | | | |                                                               |
| 1月26日  | 岚子CD | 结野岚子（早見沙織） | 「」 「Melty time ～」 | 电视动画《MM一族》角色歌                                      |
| 1月26日  | 我的妹妹哪有这么可爱！ Blu-ray & DVD 第2卷 完全生产限定版 特典CD                                            | 新垣绫濑（早見沙織） | 「」 | 电视动画《我的妹妹哪有这么可爱！》片尾曲                      |
| 1月27日  | | 高岭爱花（早見沙織）、小早川凛子（丹下樱）、姊崎宁宁（皆口裕子） | 「」 | 游戏《LOVEPLUS》角色歌                                        |
| 1月27日  | 高岭爱花（早見沙織）                                                                                        | 「」 「」 | | 游戏《LOVEPLUS》角色歌                                        |
| 1月27日  | 高岭爱花（早見沙織）&姊崎宁宁（皆口裕子）                                                                   | 「」 | | 游戏《LOVEPLUS》角色歌                                        |
| 1月27日  | 小早川凛子（丹下樱）&高岭爱花（早見沙織）                                                                   | 「」 | | 游戏《LOVEPLUS》角色歌                                        |
| 2月26日  | | 伊卡洛斯（早見沙織） feat. blue drops | 「 ～Eu Te Amo～」 | 电视动画《天降之物f》角色歌                                   |
| 3月9日   | | 圣视觉女学院高等部（早見沙織&聖美女隊） | 「」 「」 | 电视动画《爆漫王》插入曲                                      |
| 3月24日  | 爆漫王 DVD & Blu-ray 第3卷 初回限定版 特典CD                                                                | 亚豆美保（早見沙織） | 「」 「」 | 电视动画《爆漫王》角色歌                                      |
| 3月25日  | 沉默的森田同学 theme songs                                                                                  | MM second（三浦千寻&松坂花（早見沙織&南條愛乃）） | 「」 | OVA《沉默的森田同学》片尾曲                                   |
| 4月27日  | secret base ～～                                                                                            | 本間芽衣子（茅野愛衣）、安城鳴子（户松遥）、鶴見知利子（早見沙織） | 「secret base ～～（10 years after Ver.）」 | 电视动画《我们仍未知道那天所看见的花的名字。》片尾曲          |
| 4月27日  | secret base ～～                                                                                            | 本間芽衣子（茅野愛衣）、安城鳴子（户松遥）、鶴見知利子（早見沙織） | 「secret base ～～（Memento mori Ver.）」 |                                                               |
| 5月25日  | | 只有神知道队（艾鲁西 starring 伊藤加奈惠、哈克雅 starring 早見沙織、春日楠 starring 小清水亚美、小阪千寻 starring 阿澄佳奈、长濑纯 starring 丰崎爱生） | 「」 | 电视动画《只有神知道的世界II》片尾曲                          |
| 5月25日  | 驱魂队（艾鲁西&哈克雅 starring 伊藤加奈惠&早見沙織）                                                        | 「」 | | 电视动画《只有神知道的世界II》片尾曲                          |
| 5月25日  | STAR DRIVER 闪亮的塔科特 Blu-ray & DVD 第5卷 完全限定生产版 特典CD                                          | 四方巫女［皆水的巫女（早見沙織）、气多的巫女（户松遥）、日死的巫女（日高里菜）、逆日死的巫女（小清水亚美）］ | 「Cross Over」 | 电视动画《STAR DRIVER 闪亮的塔科特》角色歌                    |
| 6月8日   | | 哈克雅·杜·罗德·赫尔梅尼姆（早見沙織） | 「NAKED GENIUS」 「 from Haqua」 | 电视动画《只有神知道的世界II》角色歌                          |
| 6月22日  | SECOND | blue drops［吉田仁美&伊卡洛斯（早見沙織）］ | 「SECOND（Main Vocal Hitomi）」 | 剧场版动画《天降之物 计时的悲伤女神》主題歌                   |
| 6月22日  | SECOND | blue drops［吉田仁美&伊卡洛斯（早見沙織）］ | 「（Main Vocal Saori）」 | 剧场版动画《天降之物 计时的悲伤女神》片尾曲                   |
| 6月22日  | SECOND | blue drops［吉田仁美&伊卡洛斯（早見沙織）］ | 「SECOND（Main Vocal Saori）」 |                                                               |
| 7月6日   | 剧场版天降之物 计时的悲伤女神 计时的音乐集                                                                  | blue drops［吉田仁美&伊卡洛斯（早見沙織）］ | 「（Movie Ending Size）」 | 剧场版动画《天降之物 计时的悲伤女神》片尾曲                   |
| 7月13日  | | 绮璃（早見沙織） | 「」 「」 | 剧场版动画《永久之久远》插入曲                                |
| 9月21日  | Greetings from special agents Elysia de Lute Ima and Haqua d'rot Herminium                                  | 驱魂队（艾鲁西&哈克雅 starring 伊藤加奈惠&早見沙織） | 「Nonstop!! Hunters」 「」 「Good Night Song ～～」 「」 | 电视动画《只有神知道的世界II》角色歌                          |
| 9月21日  | Greetings from special agents Elysia de Lute Ima and Haqua d'rot Herminium                                  | 哈克雅·杜·罗德·赫尔梅尼姆（早見沙織） | 「NAKED GENIUS」 「」 「1'st EVOLUTION→」 | 电视动画《只有神知道的世界II》角色歌                          |
| 9月21日  | STAR DRIVER 闪亮的塔科特 Blu-ray & DVD 第9卷 完全限定生产版 特典CD                                          | 皆水的巫女（早見沙織） | 「」 | 电视动画《STAR DRIVER 闪亮的塔科特》角色歌                    |
| 11月18日 | 果然我的青春戀愛喜劇搞錯了。第3卷 限定特装版 广播剧CD                                                       | 雪之下雪乃（早見沙織）& 由比浜結衣（東山奈央） | 「Bright Generation」 | 轻小说《果然我的青春戀愛喜劇搞錯了。》角色歌                  |
| 11月13日 | 原创动画 永久之久远 原声带                                                                                  | 绮璃（早見沙織） | 「」 「」 | 剧场版动画《永久之久远》插入曲                                |
| 12月7日  | | 新垣绫濑（早見沙織） | 「」 | 电视动画《我的妹妹哪有这么可爱！》片尾曲                      |
| 12月21日 | 《只有神知道的世界》角色歌COVER ALBUM ～选曲：若木民喜                                                      | 哈克雅·杜·罗德·赫尔梅尼姆（早見沙織） | 「」 | 电视动画《只有神知道的世界II》角色歌                          |
| 12月22日 | | 高岭爱花（早見沙織）、小早川凛子（丹下樱）、姊崎宁宁（皆口裕子） | 「Colorful Days」 「Colorful Days（リミックスバージョン）」 | 游戏《New LOVEPLUS》主题曲                                    |
| 2012年   | | | |                                                               |
| 2月17日  | | soria | 「」 「 Nearby Version」 | 游戏《》主题曲                                                |
| 3月15日  | 游戏《》 | （田村由香里）、（早見沙織） | 「」 | 遊戲《》游戏内收录曲                                          |
| 3月22日  | New LOVEPLUS Character Song & Extra Soundtrack                                                              | 高岭爱花（早見沙織） | 「」 | 游戏《New LOVEPLUS》角色歌                                    |
| 3月28日  | BAKUMAN OST 2                                                                                               | 亚豆美保（早見沙織） | 「」 「」 | 电视动画《爆漫王》第2季插入曲                                 |
| 4月18日  | THE IDOLM@STER CINDERELLA MASTER 004 高垣楓                                                                 | 高垣楓（早見沙織） | 「」 | 游戏《偶像大师 灰姑娘女孩》角色歌                             |
| 4月25日  | 光明之刃 角色歌专辑                                                                                         | 艾尔米娜（早見沙織） | 「」 「」 | 游戏《光明之刃》角色歌                                        |
| 4月25日  | 光明之刃 角色歌专辑                                                                                         | 阿尔缇娜（井上麻里奈）、艾尔米娜（早見沙織）、密丝媞（田村由香里）、冬华（堀江由衣）、罗莎琳德（桑岛法子） | 「」 | 游戏《光明之刃》角色歌                                        |
| 8月8日   | 机动战士高达AGE 角色歌专辑 Vol.1                                                                            | 尤琳·路歇尔（早見沙織） | 「」 | 电视动画《机动战士高达AGE》角色歌                             |
| 8月8日   | | 白浜坂高校合唱部［坂井和奏（高垣彩陽）、宫本来夏（濑户麻沙美）、冲田纱羽（早見沙織）、田中大智（島崎信長）、维也纳（花江夏樹）］ | 「」 | 电视动画《TARI TARI》片尾曲                                   |
| 8月8日   | 白浜坂高校合唱部［坂井和奏（高垣彩陽）、宫本来夏（濑户麻沙美）、冲田纱羽（早見沙織）］                      | 「Triple Smiley」 | Web广播剧《》主题曲 |                                                               |
| 9月26日  | TARI TARI 音乐专辑～既是歌唱、又是奏乐～                                                                    | 白浜坂高校生徒一同［坂井和奏（高垣彩陽）、宫本来夏（濑户麻沙美）、冲田纱羽（早見沙織）、田中大智（島崎信長）、维也纳（花江夏樹）、幕张综合高校合唱团］ | 「白浜坂高校校歌」 | 电视动画《TARI TARI》插入曲                                   |
| 9月26日  | TARI TARI 音乐专辑～既是歌唱、又是奏乐～                                                                    | 宫本来夏（濑户麻沙美）、冲田纱羽（早見沙織）、田中大智（島崎信長） | 「」 | 电视动画《TARI TARI》插入曲                                   |
| 9月26日  | TARI TARI 音乐专辑～既是歌唱、又是奏乐～                                                                    | 白浜坂高校合唱部［宫本来夏（濑户麻沙美）、冲田纱羽（早見沙織）、田中大智（島崎信長）、维也纳（花江夏樹）］ | 「Hau'oli ♪」 「」 | 电视动画《TARI TARI》插入曲                                   |
| 9月26日  | TARI TARI 音乐专辑～既是歌唱、又是奏乐～                                                                    | 宫本来夏（濑户麻沙美）、冲田纱羽（早見沙織） | 「」 | 电视动画《TARI TARI》片尾曲                                   |
| 9月26日  | TARI TARI 音乐专辑～既是歌唱、又是奏乐～                                                                    | 白浜坂高校合唱部［坂井和奏（高垣彩陽）、宫本来夏（濑户麻沙美）、冲田纱羽（早見沙織）、田中大智（島崎信長）、维也纳（花江夏樹）］ | 「」 「」 「」 | 电视动画《TARI TARI》片尾曲                                   |
| 9月26日  | TARI TARI 音乐专辑～既是歌唱、又是奏乐～                                                                    | 西之端ヒーローショウテンジャー［坂井和奏（高垣彩陽）、宫本来夏（濑户麻沙美）、冲田纱羽（早見沙織）、田中大智（島崎信長）、维也纳（花江夏樹）］ | 「」 | 电视动画《TARI TARI》插入曲                                   |
| 9月26日  | TARI TARI 音乐专辑～既是歌唱、又是奏乐～                                                                    | 西之端ヒーローショウテンジャー［坂井和奏（高垣彩陽）、宫本来夏（濑户麻沙美）、冲田纱羽（早見沙織）、田中大智（島崎信長）、维也纳（花江夏樹）］ | 「」 | 电视动画《TARI TARI》角色歌                                   |
| 9月26日  | TARI TARI 音乐专辑～既是歌唱、又是奏乐～                                                                    | 白浜坂高校合唱部&声乐部［坂井和奏（高垣彩陽）、宫本来夏（濑户麻沙美）、冲田纱羽（早見沙織）、田中大智（島崎信長）、维也纳（花江夏樹）、幕张综合高校合唱团］ | 「radiant melody」 | 电视动画《TARI TARI》插入曲                                   |
| 9月26日  | TARI TARI 音乐专辑～既是歌唱、又是奏乐～                                                                    | 白浜坂高校合唱部［宫本来夏（濑户麻沙美）、冲田纱羽（早見沙織）］ | 「」 | 电视动画《TARI TARI》片尾曲                                   |
| 9月26日  | TARI TARI 音乐专辑～既是歌唱、又是奏乐～                                                                    | 白浜坂高校合唱部［宫本来夏（濑户麻沙美）、冲田纱羽（早見沙織）、田中大智（島崎信長）、维也纳（花江夏樹）］ | 「」 | 电视动画《TARI TARI》片尾曲                                   |
| 9月30日  | TARI TARI 合唱曲集                                                                                          | 白浜坂高校生徒一同［坂井和奏（高垣彩陽）、宫本来夏（濑户麻沙美）、冲田纱羽（早見沙織）、田中大智（島崎信長）、维也纳（花江夏樹）、幕张综合高校合唱团］ | 「白浜坂高校校歌」 | 电视动画《TARI TARI》插入曲                                   |
| 9月30日  | TARI TARI 合唱曲集                                                                                          | 白浜坂高校合唱部&声乐部［坂井和奏（高垣彩陽）、宫本来夏（濑户麻沙美）、冲田纱羽（早見沙織）、田中大智（島崎信長）、维也纳（花江夏樹）、幕张综合高校合唱团］ | 「radiant melody」 | 电视动画《TARI TARI》插入曲                                   |
| 9月30日  | TARI TARI 合唱曲集                                                                                          | 白浜坂高校合唱部［坂井和奏（高垣彩陽）、宫本来夏（濑户麻沙美）、冲田纱羽（早見沙織）、田中大智（島崎信長）、维也纳（花江夏樹）］和坂井真昼（大原沙耶香） | 「」 | 电视动画《TARI TARI》插入曲                                   |
| 11月14日 | TARI TARI 角色歌迷你专辑 - 空盘 ～既是抬头、又是扑翼～                                                      | 坂井和奏（高垣彩陽）&冲田纱羽（早見沙織） | 「光と風にのせて」 | 电视动画《TARI TARI》角色歌                                   |
| 11月14日 | TARI TARI 角色歌迷你专辑 - 空盘 ～既是抬头、又是扑翼～                                                      | 冲田纱羽（早見沙織） | 「」 | 电视动画《TARI TARI》角色歌                                   |
| 11月14日 | TARI TARI 角色歌迷你专辑 - 海盘 ～既是下潜、又是浸入～                                                      | 冲田纱羽（早見沙織） | 「SAIL AWAY TO SKY」 | 电视动画《TARI TARI》角色歌                                   |
| 11月14日 | TARI TARI 角色歌迷你专辑 - 海盘 ～既是下潜、又是浸入～                                                      | 宫本来夏（濑户麻沙美）&冲田纱羽（早見沙織） | 「」 | 电视动画《TARI TARI》角色歌                                   |
| 11月14日 | TARI TARI 角色歌迷你专辑 - 海盘 ～既是下潜、又是浸入～                                                      | 冲田纱羽（早見沙織）&田中大智（島崎信長） | 「」 | 电视动画《TARI TARI》角色歌                                   |
| 11月21日 | 銀河遊騎兵 The Boundit 原声带                                                                               | 缇姬（早見沙織） | 「」 「Re@union」 | 游戏《銀河遊騎兵》插入曲                                      |
| 11月21日 | 刀剑神域 第2卷 完全生产限定版 特典CD                                                                        | 幸（早見沙織） | 「Memory Heart Message」 | 电视动画《刀剑神域》角色歌                                    |
| 12月19日 | | featuring （后藤沙绪里、早見沙織、喜多村英梨、仪武祐子） | 「」 | OVA《One off》插入曲                                          |
| 2013年   | | | |                                                               |
| 1月23日  | STAR DRIVER 闪亮的塔科特 歌曲&原声带                                                                        | 扬卷·和子（早見沙織） | 「」 「 ～ version de l'apprivoiser」 「 ～ Wako avec accompagnement de la harpe 」 「 ～ Wako avec accompagnement du piano 」 「」                                                             | 电视动画《STAR DRIVER 闪亮的塔科特》角色歌                    |
| 1月23日  | STAR DRIVER 闪亮的塔科特 歌曲&原声带                                                                        | 四方巫女［皆水的巫女（早見沙織）、气多的巫女（户松遥）、日死的巫女（日高里菜）、逆日死的巫女（小清水亚美）］ | 「Cross Over ～ version les quatre filles」 | 电视动画《STAR DRIVER 闪亮的塔科特》角色歌                    |
| 2月13日  | Advance | 桂雏菊&哈克雅 starring 伊藤静&早見沙織 | 「Advance」 「」 | 电视动画《旋风管家》、《只有神知道的世界》角色歌              |
| 2月28日  | | 琪尔玛丽亚（早見沙織） | 「Sacred Bullet ～～ Short Version」 | 游戏《光明之舟》剧中曲                                        |
| 3月19日  | 果然我的青春戀愛喜劇搞錯了。第7卷 限定特装版 广播剧CD                                                       | 雪之下雪乃（早見沙織）& 由比浜結衣（東山奈央） | 「ROCK YOU!!」 | 轻小说《果然我的青春戀愛喜劇搞錯了。》角色歌                  |
| 4月10日  | | 哈克雅&水莲寺璐珈 starring 早見沙織&山崎遥 | 「GRAVITY」 | 电视动画《旋风管家》、《只有神知道的世界》角色歌              |
| 4月10日  | 桂雏菊&哈克雅 starring 伊藤静&早見沙織                                                                      | 「Advance」 | | 电视动画《旋风管家》、《只有神知道的世界》角色歌              |
| 4月10日  | 桂雏菊&中川加侬&哈克雅&水莲寺璐珈 starring 伊藤静&東山奈央&早見沙織&山崎遥                                  | 「」 | | 电视动画《旋风管家》、《只有神知道的世界》角色歌              |
| 4月10日  | | 白浜坂高校合唱部［坂井和奏（高垣彩陽）、宮本来夏（濑户麻沙美）、冲田紗羽（早見沙織）、田中大智（岛崎信长）、维也纳（花江夏樹）］ | 「」 | 电视动画《TARI TARI》角色歌                                   |
| 5月22日  | Hello Alone                                                                                                 | 雪之下雪乃（早見沙織）& 由比浜結衣（東山奈央） | 「Hello Alone」 | 电视动画《果然我的青春戀愛喜劇搞錯了。》片尾曲                |
| 5月22日  | Hello Alone                                                                                                 | 雪之下雪乃（早見沙織） | 「Hello Alone -Yukino side-」 | 电视动画《果然我的青春戀愛喜劇搞錯了。》角色歌                |
| 6月5日   | RDG 濒危物种少女 Inspire Album                                                                              | 鈴原泉水子（早見沙織） | 「」 | 电视动画《RDG 濒危物种少女》角色歌                            |
| 6月5日   | RDG 濒危物种少女 Inspire Album                                                                              | 鈴原泉水子（早見沙織） | 「」 | 电视动画《RDG 濒危物种少女》片尾曲                            |
| 6月19日  | 我的妹妹哪有这么可爱。第1卷 完全生产限定版 特典CD                                                           | 新垣绫濑（早見沙織） | 「」 | 电视动画《我的妹妹哪有这么可爱。》片尾曲                      |
| 6月26日  | | 利维坦（早見沙織） | 「」 「You must. ～Leviathan version～」 | 电视动画《绝对防卫利维坦》角色歌                              |
| 7月10日  | 果然我的青春戀愛喜劇搞錯了。角色歌专辑 果然这个角色歌搞错了。                                               | 雪之下雪乃（早見沙織）& 由比浜結衣（東山奈央） | 「Bitter Bitter Sweet」 | 电视动画《果然我的青春戀愛喜劇搞錯了。》插入曲                |
| 7月10日  | 果然我的青春戀愛喜劇搞錯了。角色歌专辑 果然这个角色歌搞错了。                                               | 雪之下雪乃（早見沙織） | 「」 | 电视动画《果然我的青春戀愛喜劇搞錯了。》角色歌                |
| 7月10日  | 果然我的青春戀愛喜劇搞錯了。角色歌专辑 果然这个角色歌搞错了。                                               | 雪之下雪乃（早見沙織）& 由比浜結衣（東山奈央） | 「Hello Alone -Band arrange-」 | 电视动画《果然我的青春戀愛喜劇搞錯了。》片尾曲                |
| 7月10日  | RDG 濒危物种少女原声带                                                                                      | 铃原泉水子（早見沙織） | 「（第3話）」 「（第8話）」 | 电视动画《RDG 濒危物种少女》插入曲                            |
| 7月24日  | 爆漫王。角色歌专辑                                                                                          | 亚豆美保（早見沙織） | 「」 「Get Over」 | 电视动画《爆漫王。》角色歌                                    |
| 7月31日  | God only knows -Secrets of the Goddess-                                                                     | Oratorio The World God Only Knows | 「God only knows -Secrets of the Goddess-」 「God only knows -Secrets of the Goddess-（Extract）」                                                                                              | 电视动画《只有神知道的世界 女神篇》片头曲                     |
| 8月14日  | | THE IDOLM@STER CINDERELLA GIRLS!［神崎蘭子（内田真礼）、安娜史塔希亚（上坂堇）、高垣楓（早見沙織）、舆水幸子（竹達彩奈）、涩谷凛（福原绫香）］ | 「（M@STER VERSION）」 | 游戏《偶像大師 灰姑娘女孩》角色歌                             |
| 9月4日   | | 哈克雅·杜·罗德·赫尔梅尼姆（早見沙織） | 「With…you…」 | 电视动画《只有神知道的世界 女神篇》片尾曲                     |
| 9月25日  | THE IDOLM@STER CINDERELLA MASTER Cool Jewelries! 001                                                        | 涩谷凛（福原綾香）、高垣楓（早見沙織）、神崎蘭子（内田真礼）、多田李衣菜（青木琉璃子）、新田美波（洲崎綾） | 「Nation Blue」 「 ～jewel parade～」 | 游戏《偶像大師 灰姑娘女孩》角色歌                             |
| 9月25日  | THE IDOLM@STER CINDERELLA MASTER Cool Jewelries! 001                                                        | 高垣楓（早見沙織） | 「」 | 游戏《偶像大師 灰姑娘女孩》角色歌                             |
| 11月22日 | Re@union with you                                                                                           | （早見沙織） | 「Re@union with you」 |                                                               |
| 11月27日 | 我的妹妹哪有这么可爱。第6卷 完全生产限定版 特典CD                                                           | 新垣绫濑（早見沙織） | 「」 | 电视动画《我的妹妹哪有这么可爱。》片尾曲                      |
| 11月27日 | SECOND MISSION                                                                                              | 驱魂队（艾鲁西&哈克雅 starring 伊藤加奈惠&早見沙織） | 「World Fortune ～～」 「～DEVIL'S MISSION～」 「Cherish」 | 电视动画《只有神知道的世界 女神篇》角色歌                     |
| 11月27日 | SECOND MISSION                                                                                              | 哈克雅·杜·罗德·赫尔梅尼姆（早見沙織） | 「GRAVITY」 「」 「Innocent Blue」 | 电视动画《只有神知道的世界 女神篇》角色歌                     |
| 12月18日 | | 土御門悠宇（早見沙織） | 「華吹雪 feat. Starving Trancer」 | 游戏《》角色歌                                                |
| 12月18日 | 土御門悠宇（早見沙織）、倉橋六花（佐倉綾音）、蓮華（日高里菜）                                              | 「 feat. azuma」 | | 游戏《》角色歌                                                |
| 2014年   | | | |                                                               |
| 1月24日  | | Meltlilith（早見沙織） | 「哭」 | 游戏《Fate/EXTRA CCC》角色歌                                  |
| 1月29日  | 月英学园 -kou- Original Soundtrack                                                                          | 早見沙織 | 「」 | 游戏《月英学园 -kou-》主題歌                                  |
| 2月12日  | 《只有神知道的世界》角色歌COVER ALBUM2 ～选曲：若木民喜                                                     | 哈克雅·杜·罗德·赫尔梅尼姆（早見沙織） | 「dis-」 | 电视动画《只有神知道的世界 女神篇》角色歌                     |
| 2月26日  | | 永水女子高校［神代小蒔（早見沙織）、狩宿巴（赤崎千夏）、泷见春（水桥香织）、薄墨初美（辻步美）、岩户霞（大原沙耶香）］ | 「」 | 电视动画《咲-Saki- 全国篇》片尾曲                             |
| 4月23日  | | blue drops［吉田仁美&伊卡洛斯（早見沙織）］ | 「always smiling～～（Main Vocal Saori）」 | 剧场版动画《天降之物 Final 我永远的主人》主题曲               |
| 4月23日  | 「ERASE（Main Vocal Saori）」                                                                               | blue drops［吉田仁美&伊卡洛斯（早見沙織）］ | 剧场版动画《天降之物 Final 我永远的主人》剧中歌 |                                                               |
| 4月23日  | 「Ring My Bell（Main Vocal Saori）」                                                                        | blue drops［吉田仁美&伊卡洛斯（早見沙織）］ | Web广播剧《》片头曲 |                                                               |
| 4月23日  | 伊卡洛斯（早見沙織）                                                                                        | 「fallen down」 | 电视动画《天降之物》角色歌 |                                                               |
| 4月23日  | 伊卡洛斯（早見沙織）                                                                                        | 「赤い花 白い花」 | 电视动画《天降之物》片尾曲 |                                                               |
| 4月23日  | blue drops［吉田仁美&伊卡洛斯（早見沙織）］                                                                 | 「（Main Vocal Saori）」 | 电视动画《天降之物》片尾曲 |                                                               |
| 4月23日  | blue drops［吉田仁美&伊卡洛斯（早見沙織）］                                                                 | 「（Main Vocal Saori）」 | Web广播剧《》片头曲 |                                                               |
| 4月23日  | 伊卡洛斯（早見沙織） feat.blue drops                                                                        | 「COSMOS」 | 电视动画《天降之物F》片尾曲 |                                                               |
| 4月23日  | blue drops［吉田仁美&伊卡洛斯（早見沙織）］                                                                 | 「（Guitar Ver.)」 | 电视动画《天降之物F》片尾曲 |                                                               |
| 4月23日  | 伊卡洛斯（早見沙織） feat.blue drops                                                                        | 「」 | 电视动画《天降之物F》角色歌 |                                                               |
| 4月23日  | blue drops［吉田仁美&伊卡洛斯（早見沙織）］                                                                 | 「SECOND（Main Vocal Saori）」 | |                                                               |
| 4月23日  | blue drops［吉田仁美&伊卡洛斯（早見沙織）］                                                                 | 「そらとまぼろし（Main Vocal Saori）」 | 剧场版动画《天降之物 计时的悲伤女神》片尾曲 |                                                               |
| 5月28日  | VIVA2 SOUND COLLECTION                                                                                      | （早見沙織） | 「」 | 《》使用曲                                                    |
| 5月28日  | VIVA2 SOUND COLLECTION                                                                                      | 「Butterfly ～Amigo FamiReMix～」 | | 《》使用曲                                                    |
| 5月28日  | VIVA2 SOUND COLLECTION                                                                                      | 「Colorful Days」 | | 《》使用曲                                                    |
| 5月28日  | | 春鸟鸫（千菅春香）、多多音美美（悠木碧）、阿妮亚·赫本（早見沙織） | 「」 | 电视动画《SOUL EATER 噬魂者 NOT！》片尾曲                     |
| 5月28日  | 「Ding-Dong Our HEARTS」                                                                                    | 春鸟鸫（千菅春香）、多多音美美（悠木碧）、阿妮亚·赫本（早見沙織） | 电视动画《SOUL EATER 噬魂者 NOT！》角色歌 |                                                               |
| 5月28日  | | blue drops［吉田仁美&伊卡洛斯（早見沙織）］ | 「Ring My Bell（Main Vocal Hitomi）」 | 电视动画《天降之物》片头曲                                    |
| 5月28日  | 「そばにいられるだけで（Main Vocal Hitomi）」                                                               | blue drops［吉田仁美&伊卡洛斯（早見沙織）］ | 电视动画《天降之物》片尾曲 |                                                               |
| 5月28日  | 「ハートの確率（Main Vocal Hitomi）」                                                                       | blue drops［吉田仁美&伊卡洛斯（早見沙織）］ | 电视动画《天降之物》片头曲 |                                                               |
| 5月28日  | 「帰るから（Piano Version）」                                                                               | blue drops［吉田仁美&伊卡洛斯（早見沙織）］ | 电视动画《天降之物F》片尾曲 |                                                               |
| 5月28日  | 「SECOND（Main Vocal Hitomi）」                                                                             | blue drops［吉田仁美&伊卡洛斯（早見沙織）］ | 剧场版动画《天降之物 计时的悲伤女神》主题曲 |                                                               |
| 5月28日  | 「（Main Vocal Hitomi）」 「ERASE（Main Vocal Hitomi）」 「always smiling??（Main Vocal Hitomi）」          | blue drops［吉田仁美&伊卡洛斯（早見沙織）］ | |                                                               |
| 6月25日  | 漫画家与助手 BD&DVD第1卷特典CD                                                                              | 足須沙穗都（早見沙織） | 「」 | 电视动画《漫画家与助手》角色歌                                |
| 7月18日  | 果然我的青春戀愛喜劇搞錯了。 第6.5卷 限定特装版 广播剧CD                                                    | 雪之下雪乃（早見沙織）& 由比浜結衣（東山奈央） | 「」 | 轻小说《果然我的青春恋爱喜剧搞错了。》角色歌                  |
| 7月23日  | 魔法科高中的劣等生 入学篇1 BD•DVD特典CD                                                                     | 司波深雪（早見沙織） | 「Sincerely」 | 电视动画《魔法科高中的劣等生》角色歌                          |
| 7月30日  | THE IDOLM@STER CINDERELLA MASTER We're the friends!（COCC-16908）                                           | THE IDOLM@STER CINDERELLA GIRLS!!［渋谷凛（福原綾香）、鷺沢文香（M•A•O）、高垣楓（早見沙織）、安部菜菜（三宅麻理恵）、緒方智絵里（大空直美）、島村卯月（大橋彩香）、本田未央（原紗友里）、姫川友紀（杜野まこ）、高森藍子（金子有希）］ | 「We're the friends!」 | 遊戲《偶像大師 灰姑娘女孩》角色歌                             |
| 8月27日  | 请问您今天要来点兔子吗？ 角色歌曲集                                                                         | 青山Blue Mountain（早見沙織） | 「」 | 电视动画《请问您今天要来点兔子吗？》角色歌                    |
| 8月27日  | 刀剑神域 歌曲集                                                                                             | 幸（早見沙織） | Memory Heart Message Memory Heart Message -Decadent Glitches remix | 电视动画《刀剑神域》角色歌                                    |
| 10月1日  | BASQUASH! Blu-ray BOX DUNK SHOT 1 Special nonstop-mix album 特典CD                                          | ［鲁修（户松遥）、史特罗（中島愛）、维奥莉特（早見沙織）］ | 「nO limiT（nonstop-mix）」 「（nonstop-mix）」 「moon passport（nonstop-mix）」 「（nonstop-mix）」 「Running on（nonstop-mix）」 「nO limiT（nonstop-mix）」                                  | 电视动画《BASQUASH!》角色歌                                   |
| 10月1日  | BASQUASH! Blu-ray BOX DUNK SHOT 1 Special nonstop-mix album 特典CD                                          | 维奥莉特 starring 早見沙織 | 「（nonstop-mix）」 | 电视动画《BASQUASH!》角色歌                                   |
| 10月29日 | SOUL EATER 噬魂者 NOT！ NOT.4 BD•DVD特典CD                                                                  | 阿妮亚·赫本（早見沙織） | 「」 | 电视动画《SOUL EATER 噬魂者 NOT！》角色歌                     |
| 10月29日 | | 高山柳（早見沙織） | 「I'll be→I wanna be」 | 电视动画《GLASSLIP》角色歌                                    |
| 11月5日  | BASQUASH! Blu-ray BOX DUNK SHOT-2 特典cd                                                                    | ［鲁修（户松遥）、史特罗（中島愛）、维奥莉特（早見沙織）］ | 「」 「Running on -2014 version-」 「 -2014 version-」 「moon passport -2014 version-」 「 -2014 version-」 「nO limiT -2014 version-」 「Melody」                                              | 电视动画《BASQUASH!》角色歌                                   |
| 11月5日  | BASQUASH! Blu-ray BOX DUNK SHOT-2 特典cd                                                                    | 维奥莉特 starring 早見沙織 | 「 -2014 version-」 「流星 -2014 version-」 | 电视动画《BASQUASH!》角色歌                                   |
| 11月19日 | OVERLAPPERS                                                                                                 | Qverktett:\|\|（山崎遥、早見沙織、種田梨沙、山下七海） | 「OVERLAPPERS」 | 电视动画《日常生活中的異能戰鬥》片頭曲                        |
| 11月27日 | 请问您今天要来点兔子吗？ BD&DVD第6卷特典CD                                                                  | 香风隆宏（速水奖）、青山Blue Mountain（早見沙織） | 「」 | 电视动画《请问您今天要来点兔子吗？》角色歌                    |
| 12月17日 | | 白浜坂高校合唱部［坂井和奏（高垣彩陽）、宫本来夏（瀬戶麻沙美）、冲田纱羽（早見沙織）、田中大智（島崎信长）、维也纳（花江夏樹）］ | 「」 | OVA《TARI TARI》片尾曲                                        |
| 12月28日 | | ［红龙巫女（佐仓绫音）、青龙巫女（洲崎绫）、白龙巫女（西明日香）、黑龙巫女（早見沙織）、绿龙巫女（今井麻美）］ | 「」 |                                                               |
| 2015年   | | | |                                                               |
| 1月21日  | 临时女友 Blu-ray&DVD 第1卷 特典CD                                                                           | ［风町阳歌（早見沙織）、黑川凪子（后藤沙绪里）、蓬田菫（五十岚裕美）、朝比奈桃子（小仓唯）、江藤胡桃（洲崎绫）］ | 「」 | 电视动画《临时女友》片头曲                                    |
| 1月21日  | 临时女友 Blu-ray&DVD 第1卷 特典CD                                                                           | ［风町阳歌（早見沙織）、黑川凪子（后藤沙绪里）、蓬田菫（五十岚裕美）、朝比奈桃子（小仓唯）、江藤胡桃（洲崎绫）］ | 「」 | 电视动画《临时女友》第9话片尾曲                               |
| 1月28日  | | 霧香·永羽·亞爾瑪（早見沙織）、桑妮雅·布朗謝（瀨戶麻沙美） | 「」 | 游戏《光明之響》剧中使用曲                                    |
| 1月28日  | 霧香·永羽·亞爾瑪（早見沙織）                                                                                | 「」 「」 「」 「」 「」 「」 | | 游戏《光明之響》剧中使用曲                                    |
| 1月28日  | | （早見沙織） | Scarborough Fair（Juno ver） |                                                               |
| 1月28日  | 魔法科高中的劣等生 九校战篇4 BD・DVD特典CD                                                                  | 司波達也（中村悠一）、司波深雪（早見沙織） | 「EVER WHITE」 | 电视动画《魔法科高中的劣等生》角色歌                          |
| 2月4日   | | 斧乃木余接（早見沙織） | 「」 | 电视动画《憑物語》片头曲                                      |
| 2月18日  | THE IDOLM@STER CINDERELLA GIRLS ANIMATION PROJECT 01 Star!!                                                 | 高垣楓（早見沙織）、城崎美嘉（佳村遙）、小日向美穂（津田美波）、十時愛梨（原田瞳）、川島瑞樹（東山奈央）、日野茜（赤崎千夏）、舆水幸子（竹達彩奈）、佐久间真由（牧野由依）、白坂小梅（櫻咲千依） | 「」 | 电视动画《偶像大师 灰姑娘女孩》插入曲                         |
| 2月25日  | 三坪房間的侵略者！？ Blu-ray&DVD 第6卷 特典CD                                                               | 樱庭晴海（高本惠）、笠置静香（洲崎綾）、露丝卡妮亚·那依·巴多姆西哈（早見沙織） | 「」 | 电视动画《三坪房間的侵略者！？》角色歌                        |
| 3月25日  | 四月是你的謊言 BD•DVD第2卷特典CD                                                                            | 井川繪見（早見沙織） | 「」 | 电视动画《四月是你的謊言》角色歌                              |
| 3月27日  | 日常生活中的異能戰鬥 Blu-ray&DVD 第4卷 特典CD                                                               | 安藤寿来（岡本信彥）、栉川鸠子（早見沙織） | 「Nobody knows,Oh yeah! -五帝-」 | 电视动画《日常生活中的異能戰鬥》角色歌                        |
| 4月8日   | 銃皇無盡的法夫納 角色歌专辑 -                                                                               | 立川穂乃花（早見沙織） | 「」 | 电视动画《銃皇無盡的法夫納》角色歌                            |
| 4月22日  | 魔法科高中的劣等生 横浜骚乱篇3 BD&DVD特典CD                                                                 | 司波深雪（早見沙織）、七草真由美（花泽香菜） | 「」 | 电视动画《魔法科高中的劣等生》角色歌                          |
| 4月23日  | 偶像大师 灰姑娘女孩 Blu-ray&DVD第1卷完全生产限定版特典Vocal CD「346Pro IDOL selection vol.1」               | 高垣楓（早見沙織）、川島瑞樹（東山奈央） | 「Nocturne」 | 电视动画《偶像大师 灰姑娘女孩》角色歌                         |
| 4月29日  | | ［阿（早見沙織）、吽（松井惠理子）、（潘惠美）］ | 「」 「」 | 电视动画《SHOW BY ROCK!!》插入曲                              |
| 6月3日   | | 雪之下雪乃（早見沙織）、由比浜結衣（東山奈央） | 「」 | 电视动画《果然我的青春戀愛喜劇搞錯了。續》片尾曲              |
| 6月3日   | 雪之下雪乃（早見沙織）                                                                                      | 「」 | | 电视动画《果然我的青春戀愛喜劇搞錯了。續》片尾曲              |
| 7月17日  | THE IDOLM@STER M@STERS OF IDOL WORLD!!2015 Nation Sapphire アンドロイド※会場限定発売                        | 高垣楓（早見沙織） | 「Nation Blue」 | 遊戲『偶像大師 灰姑娘女孩』關連曲                             |
| 7月17日  | 山田君與7人魔女 漫画第18卷 广播剧CD限定版                                                                   | 白石丽（早見沙織）、伊藤雅（内田真礼）、小田切宁宁（喜多村英梨） | 「ding! ging! dong!」 | OAD《山田君與7人魔女》插入曲                                  |
| 7月22日  | SHOW BY ROCK!! Blu-ray 第2巻 きゃにめ.jp限定版特典CD                                                        | 阿（早見沙織） | 「旅路宵酔ゐ夢花火」 「時は短し歌えや乙女たち」 | 電視動畫『SHOW BY ROCK!!』關連曲                              |
| 7月29日  | THE IDOLM@STER CINDERELLA MASTER Absolute NIne                                                              | THE IDOLM@STER CINDERELLA GIRLS!! | 「Absolute NIne」 | 遊戲『偶像大師 灰姑娘女孩』關連曲                             |
| 7月29日  | THE IDOLM@STER CINDERELLA MASTER Absolute NIne                                                              | THE IDOLM@STER CINDERELLA GIRLS for BEST5! | 「つぼみ」 | 遊戲『偶像大師 灰姑娘女孩』關連曲                             |
| 11月20日 | E.X.TROOPERS – END OF CONVERSATION                                                                          | 蒂姬（早見沙織） | 「解放レゾナンス The Soar」 | 遊戲『銀河遊騎兵』關連曲                                      |
| 11月25日 | TVアニメ「SHOW BY ROCK!!」第6巻特装限定版                                                                   | 阿（早見沙織）、吽（松井恵理子） | 「掻き鳴らせよ旋律」 | 電視動畫『SHOW BY ROCK!!』關連曲                              |
| 11月26日 | 『ブレードアークス from シャイニングEX ‐Tony’s Premium Fan Box‐』特典CD「Shining Ark CHARACTER SONG ALBUM」 | 琪爾瑪麗亞（早見沙織） | 「Sacred Bullet 〜紅の十字架〜」完全版 | 遊戲『光明之舟』劇中歌                                        |
| 12月29日 | 果然我的青春戀愛喜劇搞錯了。續                                                                              | 雪之下雪乃（早見沙織）、由比浜結衣（東山奈央） | 「変わる空の下」 | 電視動畫『果然我的青春戀愛喜劇搞錯了。續』關連曲              |
| 12月29日 | 果然我的青春戀愛喜劇搞錯了。續                                                                              | 雪之下雪乃（早見沙織） | 「君にクレッシェンド」 | 電視動畫『果然我的青春戀愛喜劇搞錯了。續』關連曲              |
| 12月29日 | CR熱響！乙女フェスティバル ファン大感謝祭LIVE                                                               | Noisy Girl Monster | 「陽炎Liar」 「全力Dreamer」 「Shout at the soul」 | パチンコ『CR熱響！乙女フェスティバル』使用曲                  |
| 2016年   | | | |                                                               |
| 2月17日  | SADAME/秋雨純情歌                                                                                           | 徒然なる操り霧幻庵［阿（早見沙織）］ | 「SADAME」 「秋雨純情歌」 | 遊戲『SHOW BY ROCK!!』關連曲                                  |
| 4月20日  | 流離 〜SASURAI〜                                                                                            | 徒然なる操り霧幻庵 | 「流離 〜SASURAI〜」 「儚い恋心」 | 電視動畫『SHOW BY ROCK!!』關連曲                              |
| 4月20日  | 『無彩限のファントム・ワールド』キャラクターソングミニアルバム                                              | 和泉玲奈（早見沙織） | 「HEART-FUL HAPPY」 | 電視動畫『無彩限的幻影世界』角色歌                            |
| 4月22日  | ワンパンマン BD・DVD第5巻 特装限定版 SPECIAL CD                                                             | 戰慄的龍卷（悠木碧）、地獄的吹雪（早見沙織） | 「タツマキとフブキのワンパン音頭」 | 電視動畫『一拳超人』關連曲                                    |
| 4月27日  | 星守アイドルプロジェクト「STAR☆T」                                                                          | Tiara | 「ハートの軌跡」 | 遊戲『戰鬥女子學園』關連曲                                    |
| 5月27日  | ワンパンマン BD・DVD第6巻 特装限定版 SPECIAL CD                                                             | 埼玉（古川慎）、傑諾斯（石川界人）、音速索尼克（梶裕貴）、戰慄的龍卷（悠木碧）、地獄的吹雪（早見沙織）、KING（安元洋貴）、無照騎士（中村悠一） | 「ミンナのワンパン音頭」 | 電視動畫『一拳超人』關連曲                                    |
| 7月13日  | 魔法つかいプリキュア！ ボーカルアルバム リンクル☆メロディーズ                                               | 花海言葉（早見沙織） | 「キラキラしちゃえ！」 | 電視動畫『魔法使 光之美少女！』關連曲                         |
| 7月13日  | 魔法つかいプリキュア！ ボーカルアルバム リンクル☆メロディーズ                                               | 幸福天使（早見沙織） | 「言葉のエメラルド」 | 電視動畫『魔法使 光之美少女！』關連曲                         |
| 8月10日  | Dokkin♢魔法つかいプリキュア！Part2/魔法アラ・ドーモ！                                                       | 奇蹟天使（高橋李依）、魔法天使（堀江由衣）、幸福天使（早見沙織） | 「魔法アラ・ドーモ！」 | 電視動畫『魔法使 光之美少女！』片尾曲                         |
| 8月24日  | Pop☆Girls!/Unlock                                                                                           | ROUGE | 「Unlock」 | 遊戲『戰鬥女子學園』關連曲                                    |
| 10月12日 | キラメク誓い                                                                                                | 奇蹟天使（高橋李依）、魔法天使（堀江由衣）、幸福天使（早見沙織）、莫夫倫天使（齋藤彩夏） | 「キラメク誓い」 | 劇場動畫『魔法使 光之美少女！奇跡的變身！莫夫倫天使！』插入歌 |
| 10月26日 | キャラクターソングシリーズ08 青山ブルーマウンテン&モカ                                                      | 青山Blue Mountain（早見沙織） | 「きらめきを探しに」 「WELCOME【う・さ！】」 | 電視動畫『請問您今天要來點兔子嗎??』關連曲                    |
| 10月26日 | 請問您今天要來點兔子嗎?? キャラクターソングシリーズ 全巻購入特典CD                                          | 保登心愛（佐倉綾音）、香風智乃（水瀬いのり）、天天座理世（種田梨沙）、千夜（佐藤聰美）、桐間紗路（内田真禮）、條河麻耶（德井青空）、奈津惠（村川梨衣）、青山Blue Mountain（早見沙織）、保登萌香（茅野愛衣） | 「WELCOME【う・さ！】」 | 電視動畫『請問您今天要來點兔子嗎??』關連曲                    |
| 11月16日 | 十六夜ゐ雪洞唄                                                                                              | 徒然なる操り霧幻庵 | 「十六夜ゐ雪洞唄」 | 電視動畫『SHOW BY ROCK!!#』插入歌                             |
| 11月16日 | 十六夜ゐ雪洞唄                                                                                              | 徒然なる操り霧幻庵 | 「幻想よ咲け」 | 電視動畫『SHOW BY ROCK!!#』關連曲                             |
| 11月16日 | THE IDOLM@STER CINDERELLA MASTER Take me☆Take you                                                           | THE IDOLM@STER CINDERELLA GIRLS!! | 「Take me☆Take you」 | 遊戲『偶像大師 灰姑娘女孩』關連曲                             |
| 11月16日 | THE IDOLM@STER CINDERELLA MASTER Take me☆Take you                                                           | THE IDOLM@STER CINDERELLA GIRLS for BEST5! | 「キミのそばでずっと」 | 遊戲『偶像大師 灰姑娘女孩』關連曲                             |
| 11月23日 | キャラクターソングアルバム「Musica Magica 」                                                                | 修女奈奈（早見沙織）、純白·冬獄（小林優） | 「Purest」 | 電視動畫『魔法少女育成計畫』關連曲                            |
| 11月30日 | 魔法つかいプリキュア！ ドラマ&キャラクターソングアルバム ドリーム☆アーチ                                    | 奇蹟天使（高橋李依）、魔法天使（堀江由衣）、幸福天使（早見沙織） | 「ドリーム☆アーチ」 | 電視動畫『魔法使 光之美少女！』關連曲                         |
| 11月30日 | 魔法つかいプリキュア！ ドラマ&キャラクターソングアルバム ドリーム☆アーチ                                    | 花海言葉（早見沙織） | 「そらいろ」 | 電視動畫『魔法使 光之美少女！』關連曲                         |
| 11月30日 | 魔法つかいプリキュア！ ドラマ&キャラクターソングアルバム ドリーム☆アーチ                                    | 奇蹟天使（高橋李依）、魔法天使（堀江由衣）、幸福天使（早見沙織） | 「魔法アラ・ドーモ！（Rainbow Parade MIX）」 | 電視動畫『魔法使 光之美少女！』關連曲                         |
| 12月21日 | 「ガールフレンド（仮）」キャラクターソングシリーズ Vol.01                                                   | nonet | 「Now On Stage!!」 「Winter Chime」 | 遊戲『女友伴身邊』關連曲                                      |
| 12月21日 | 「ガールフレンド（♪）」2016スター選抜総選挙記念CD 〜朝比奈桃子×風町陽歌×村上文緒〜                          | 風町陽歌（早見沙織） | 「Precious note」 | 遊戲『女友伴身邊』關連曲                                      |
| 2017年   | | | |                                                               |
| 1月18日  | ＜後半4タイトル＞徒然なる操り霧幻庵「流離〜SASURAI〜」ミニアルバム きゃにめ.jp限定版特典CD                  | 阿（早見沙織） | 「流離〜SASURAI〜」 「儚い恋心」 | 電視動畫『SHOW BY ROCK!!#』關連曲                             |
| 1月19日  | VALKYRIA: Azure Revolution Original Soundtrack                                                              | オフィーリア（早見沙織） | 「麗しの地」 | 遊戲『蒼藍革命之女武神』關連曲                                |
| 1月25日  | THE IDOLM@STER CINDERELLA GIRLS VIEWING REVOLUTION Yes! Party Time!!                                        | 高垣楓（早見沙織）、川島瑞樹（東山奈央）、小早川紗枝（立花理香）、高森藍子（金子有希）、十時愛梨（原田ひとみ） | 「GOIN’!!!」 | 遊戲『偶像大師 灰姑娘女孩 星光舞台』關連曲                    |
| 1月25日  | 魔法つかいプリキュア！ ボーカルベストアルバム 手のひらのおくりもの                                          | 朝日奈未來（高橋李依）、十六夜理子（堀江由衣）、花海言葉（早見沙織）、莫夫倫（齋藤彩夏、コーラス） | 「手のひらのおくりもの」 | 電視動畫『魔法使 光之美少女！』關連曲                         |
| 2月8日   | THE IDOLM@STER CINDERELLA MASTER EVERMORE                                                                   | 島村卯月（大橋彩香）、渋谷凛（福原綾香）、本田未央（原紗友里）、赤城みりあ（黒沢ともよ）、安部菜々（三宅麻理恵）、神崎蘭子（内田真礼）、小日向美穂（津田美波）、城ヶ崎美嘉（佳村はるか）、城ヶ崎莉嘉（山本希望）、高垣楓（早見沙織）、多田李衣菜（青木瑠璃子）、新田美波（洲崎綾）、双葉杏（五十嵐裕美）、前川みく（高森奈津美）、諸星きらり（松嵜麗） | 「ススメ☆オトメ 〜jewel parade〜」 | 遊戲『偶像大師 灰姑娘女孩』關連曲                             |
| 2月8日   | THE IDOLM@STER CINDERELLA MASTER EVERMORE                                                                   | 大橋彩香、福原綾香、原紗友里、藍原琴美、青木志貴、青木瑠璃子、飯田友子、五十嵐裕美、今井麻夏、上坂すみれ、内田真礼、桜咲千衣、大空直美、大坪由佳、金子真由美、金子有希、木村珠莉、黒沢ともよ、佐藤亜美菜、下地紫野、洲崎綾、鈴木繪理、高野麻美、高森奈津美、立花理香、種﨑敦美、千菅春香、東山奈央、長島光那、原優子、早見沙織、春瀨夏實、渕上舞、牧野由依、松井恵理子、松嵜麗、三宅麻理恵、村中知、杜野真子、安野希世乃、山下七海、山本希望、佳村はるか、ルゥティン、和氣杏未 | 「EVERMORE（4thLIVE MIX）」 | 遊戲『偶像大師 灰姑娘女孩』關連曲                             |
| 3月15日  | SHOW BY ROCK!!# Blu-ray 第4巻 きゃにめ.jp限定版特典CD                                                       | 阿（早見沙織） | 「十六夜ゐ雪洞唄」 「幻想よ咲け」 | 電視動畫『SHOW BY ROCK!!#』關連曲                             |
| 3月15日  | TVアニメ「風夏」サウンドコレクション                                                                        | 冰無小雪（早見沙織） | 「MEMORIES」 「雪花火」 「雪花火 TV size Piano ver.」 | 電視動畫『風夏』關連曲                                        |
| 3月15日  | ガールフレンド（仮） キャラクターソングシリーズ Vol.03                                                      | にゅーろん★くりぃむそふと［風町陽歌（早見沙織）、黑川凪子（後藤沙緒里）、蓬田菫（五十嵐裕美）、朝比奈桃子（小倉唯）、江藤胡桃（洲崎綾）］ | 「HAJIけてシナプス☆シナモンロール」 「楽しきトキメキ」 「進化系girl」 | 遊戲『女友伴身邊』關連曲                                      |
| 3月15日  | ガールフレンド（仮） キャラクターソングシリーズ Vol.03                                                      | 風町陽歌（早見沙織） | 「Precious note」 | 遊戲『女友伴身邊』關連曲                                      |
| 4月19日  | ガールフレンド（仮） キャラクターソングシリーズ Vol.04                                                      | チーム Merry Xmas! | 「オリジナル☆クリスマス♪」 | 遊戲『女友伴身邊』關連曲                                      |
| 4月19日  | in NO hurry to shout;ハイスクール [ANIME SIDE] -Bootleg- / スパイラル                                       | 仁乃（早見沙織） | 「スパイラル」 | 電視動畫『覆面系NOISE』插入歌                                 |
| 4月26日  | 〜俺の妹がこんなに可愛いわけがない。Complete Collection＋〜俺妹。コンプ＋！                                 | 新垣綾瀨（早見沙織） | 「フィルター」 「想うコト」 「想うコト -REMIX ver.」 | 電視動畫『我的妹妹哪有這麼可愛！』關連曲                      |
| 5月10日  | in NO hurry to shout;ハイスクール [ANIME SIDE] -Alternative-                                                | 仁乃（早見沙織） | 「ハイスクール [ANIME SIDE] -Alternative-」 | 電視動畫『覆面系NOISE』片頭曲                                 |
| 5月10日  | in NO hurry to shout;ハイスクール [ANIME SIDE] -Alternative-                                                | 仁乃（早見沙織） | 「ウェンズデイビューティー」 | 電視動畫『覆面系NOISE』關連曲                                 |
| 5月10日  | in NO hurry to shout;アレグロ                                                                               | 仁乃（早見沙織） | 「アレグロ」 | 電視動畫『覆面系NOISE』片尾曲                                 |
| 5月10日  | in NO hurry to shout;アレグロ                                                                               | 仁乃（早見沙織） | 「サテライト」 | 電視動畫『覆面系NOISE』關連曲                                 |
| 5月17日  | in NO hurry to shout;カナリヤ [ANIME SIDE]                                                                  | 仁乃（早見沙織） | 「カナリヤ [ANIME SIDE]」 | 電視動畫『覆面系NOISE』插入歌                                 |
| 5月17日  | in NO hurry to shout;カナリヤ [ANIME SIDE]                                                                  | 仁乃（早見沙織） | 「ボーダーライン」 | 電視動畫『覆面系NOISE』關連曲                                 |
| 6月20日  | 覆面系ノイズ コミックス13巻ドラマCD付限定版                                                                 | 仁乃（早見沙織） | 「消失の空」 | 漫畫『覆面系NOISE』關連曲                                     |
| 6月21日  | in NO hurry to shout;ノイズ                                                                                 | 仁乃（早見沙織） | 「ノイズ」 | 電視動畫『覆面系NOISE』插入歌                                 |
| 6月21日  | in NO hurry to shout;ノイズ                                                                                 | 仁乃（早見沙織） | 「ステイ」 | 電視動畫『覆面系NOISE』關連曲                                 |
| 6月28日  | 覆面系ノイズ オリジナルサウンドトラック                                                                     | 仁乃（早見沙織） | 「エチュード（with vocal）」 | 電視動畫『覆面系NOISE』插入歌                                 |
| 7月19日  | 「パチスロ そらのおとしものフォルテ」登場記念 そらのおとしもの オリジナル・ソング・コレクション             | 伊卡洛斯（早見沙織） | 「Missing Piece」 | パチスロ『そらのおとしものf』関連曲                           |
| 7月19日  | 「パチスロ そらのおとしものフォルテ」登場記念 そらのおとしもの オリジナル・ソング・コレクション             | 伊卡洛斯（早見沙織）、寧芙（野水伊織）、阿斯特蕾亞（福原香織） | 「PLEASE 〜メイレイデスカ？〜」 | パチスロ『そらのおとしものf』関連曲                           |
| 7月19日  | 「パチスロ そらのおとしものフォルテ」登場記念 そらのおとしもの オリジナル・ソング・コレクション             | blue drops | 「Utopia Blue」 | パチスロ『そらのおとしものf』関連曲                           |
| 7月26日  | ホシノキズナ                                                                                                | 神樹ヶ峰女学園星守クラス | 「ホシノキズナ」 | 電視動畫『戰鬥女子學園』主題曲                                |
| 8月9日   | THE IDOLM@STER CINDERELLA GIRLS STARLIGHT MASTER 12 命燃やして恋せよ乙女                                    | 高垣楓（早見沙織）、佐藤心（花守ゆみり）、三船美優（原田彩楓）、安部菜々（三宅麻理恵）、片桐早苗（和氣杏未） | 「命燃やして恋せよ乙女（M@STER VERSION）」 | 遊戲『偶像大師 灰姑娘女孩 星光舞台』関連曲                    |
| 9月20日  | プリンセスコネクト！Re:Dive PRICONNE CHARACTER SONG 01                                                      | 優衣（種田梨沙）、日和（東山奈央）、怜（早見沙織） | 「つなぐもの」 | 遊戲『超異域公主連結☆Re:Dive』主題曲                          |
| 11月8日  | THE IDOLM@STER CINDERELLA GIRLS STARLIGHT MASTER 14 情熱ファンファンファーレ                                | 高垣楓（早見沙織）、川島瑞樹（東山奈央）、松永涼（千菅春香）、速水奏（飯田友子）、新田美波（洲崎綾） | 「Nocturne」 | 遊戲『偶像大師 灰姑娘女孩 星光舞台』關連曲                    |
| 11月15日 | kalmia/twinkle                                                                                              | 卡爾迪婭（早見沙織） | 「twinkle」 | 電視動畫『Code:Realize ～創世的公主～』片尾曲                 |
| 11月20日 | 覆面系ノイズ コミックス14巻ドラマCD付限定版                                                                 | 仁乃（早見沙織） | 「オセロ」 | 漫畫『覆面系NOISE』關連曲                                     |
| 12月6日  | 請問您今天要來點兔子嗎?? 〜Dear My Sister〜 デュエットソングアルバム                                        | 桐間紗路（内田真禮）、青山Blue Mountain（早見沙織） | 「夢見FLAVOR」 | OVA『請問您今天要來點兔子嗎?? 〜Dear My Sister〜』關連曲      |
| 12月6日  | 請問您今天要來點兔子嗎?? 〜Dear My Sister〜 デュエットソングアルバム                                        | 保登萌香（茅野愛衣）、青山Blue Mountain（早見沙織）、香風隆宏（速水奨） | 「Fantastic Rabbit House」 | OVA『請問您今天要來點兔子嗎?? 〜Dear My Sister〜』關連曲      |
| 12月6日  | 『ALICE 〜SONGS OF THE ANONYMOUS NOISE〜』〈初回仕様盤〉                                                    | 仁乃（早見沙織） | 「パラレルライン」 「ユースフルデイズ」 「ドリーマー」 「カナリヤ[ANIME SIDE]※live版」 「スパイラル※live版」 「ボーダーライン※live版」 「ウェンズデイビューティー※live版」 「ノイズ※live版」 他 | 電視動畫『覆面系NOISE』關連曲                                 |
| 12月6日  | 『ALICE 〜SONGS OF THE ANONYMOUS NOISE〜』〈初回仕様盤〉                                                    | 仁乃（早見沙織）、深櫻（高垣彩陽） | 「ハイスクール[ANIME SIDE] -Alternative-※live版」 | 電視動畫『覆面系NOISE』關連曲                                 |
| 12月13日 | THE IDOLM@STER CINDERELLA MASTER 恋が咲く季節                                                               | 高垣楓（早見沙織）、本田未央（原紗友里）、藤原肇（鈴木みのり）、荒木比奈（田辺留依）、喜多見柚（武田羅梨沙多胡）、佐久間まゆ（牧野由依）、村上巴（花井美春）、関裕美（会沢紗弥）、緒方智絵里（大空直美） | 「恋が咲く季節」 | 遊戲『偶像大師 灰姑娘女孩』關連曲                             |
| 12月13日 | THE IDOLM@STER CINDERELLA MASTER 恋が咲く季節                                                               | 高垣楓（早見沙織）、本田未央（原紗友里）、藤原肇（鈴木みのり）、荒木比奈（田辺留依）、喜多見柚（武田羅梨沙多胡） | 「always」 | 遊戲『偶像大師 灰姑娘女孩』關連曲                             |
| 12月13日 | THE IDOLM@STER CINDERELLA MASTER 恋が咲く季節                                                               | 高垣楓（早見沙織）、本田未央（原紗友里）、佐久間まゆ（牧野由依） | 「Tulip」 | 遊戲『偶像大師 灰姑娘女孩』關連曲                             |
| 12月20日 | バトルガール ハイスクールBlu-ray DISC＆CD BOX／DVD＆CD BOX第2巻                                             | 常磐胡桃（早見沙織） | 「ホシノキズナ」 「ハートの軌跡」 「Unlock」 「青の風」 | 電視動畫『戰鬥女子學園』關連曲                                |
| 2018年   | | | |                                                               |
| 1月24日  | THE IDOLM@STER CINDERELLA MASTER こいかぜ -彩-                                                              | 高垣楓（早見沙織） | 「こいかぜ -花葉-」 「こいかぜ -紺碧-」 「こいかぜ（4thLIVE MIX）」 | 遊戲『偶像大師 灰姑娘女孩』關連曲                             |
| 1月24日  | 賭ケグルイノ音 -Notes for“kakegurui”-                                                                       | 蛇喰夢子（早見沙織） | 「恋のロシアンルーレット」 | 電視動畫『狂賭之淵』關連曲                                    |
| 1月24日  | 賭ケグルイノ音 -Notes for“kakegurui”-                                                                       | 蛇喰夢子（早見沙織）、夢見弖優芽美（芹澤優） | 「恋のロシアンルーレット」 | 電視動畫『狂賭之淵』片尾曲                                    |
| 2月14日  | キャラクターソングCD「むにゃむにゃゲッチュー恋吹雪！」                                                      | にゅーろん★くりぃむそふと［風町陽歌（早見沙織）、黑川凪子（後藤沙緒里）、蓬田菫（五十嵐裕美）、朝比奈桃子（小倉唯）、江藤胡桃（洲崎綾）］ | 「むにゃむにゃゲッチュー恋吹雪！」 | 遊戲『女友伴身邊』關連曲                                      |
| 2月21日  | ここから、ここから                                                                                          | 玉木マリ（水瀨祈）、小淵澤報瀨（花澤香菜）、三宅日向（井口裕香）、白石結月（早見沙織） | 「ここから、ここから」 | 電視動畫『比宇宙更遠的地方』片尾曲                            |
| 2月21日  | ここから、ここから                                                                                          | 玉木マリ（水瀨祈）、小淵澤報瀨（花澤香菜）、三宅日向（井口裕香）、白石結月（早見沙織） | 「One Step」 | 電視動畫『比宇宙更遠的地方』插入歌                            |
| 3月3日   | アイドルマスター シンデレラガールズ劇場 すぷりんぐふぇすてぃばる 2018 会場オリジナルCD                      | 高垣楓（早見沙織） | 「We're the friends!」 | 遊戲『偶像大師 灰姑娘女孩』關連曲                             |
| 3月14日  | Precious Memories/初恋A to Z                                                                                | 神樂坂砂夜（寿美菜子）、風町陽歌（早見沙織）、克洛艾·魯梅爾（丹下櫻）、櫻井明音（佐藤利奈）、椎名心實（佐藤聰美）、真白透子（堀江由衣）、村上文緒（名塚佳織） | 「Precious Memories」 | 遊戲『女友伴身邊』關連曲                                      |
| 3月14日  | Precious Memories/初恋A to Z                                                                                | 神樂坂砂夜（寿美菜子）、風町陽歌（早見沙織）、克洛艾·魯梅爾（丹下櫻）、櫻井明音（佐藤利奈）、椎名心實（佐藤聰美）、真白透子（堀江由衣）、村上文緒（名塚佳織） | 「初恋 A to Z」 | 遊戲『女友伴身邊』關連曲                                      |
| 3月20日  | 覆面系ノイズ コミックス15巻ドラマCD付限定版                                                                 | 仁乃（早見沙織） | 「サイン」 | 漫畫『覆面系NOISE』關連曲                                     |
| 3月26日  | シャイニング・レゾナンス リフレイン -Premium Fan Box-                                                       | 霧香·永羽·亞爾瑪（早見沙織）、桑妮雅·布朗謝（瀬戸麻沙美） | 「永遠色のアリア」 | 遊戲『光明之響』劇中使用曲                                    |
| 3月28日  | 宇宙よりも遠い場所 BD・DVD第1巻特典CD                                                                       | 白石結月（早見沙織） | 「ここから、ここから」 「One Step」 | 電視動畫『比宇宙更遠的地方』關連曲                            |
| 3月28日  | ダーリン・イン・ザ・フランキス エンディング集 vol.1                                                         | XX:me | 「トリカゴ」 「真夏のセツナ」 「Beautiful World」 | 電視動畫『DARLING in the FRANXX』片尾曲                       |
| 6月20日  | MagicalHalloween6 Original Soundtrack                                                                       | アリス・ウィッシュハート（堀江由衣）、銅鑼木由良（高田憂希）、犬上碧（沼倉愛美）、フランシス・都留岐（早見沙織） | 「まじかる☆パーティー」 | パチスロ『MagicalHalloween6』關連曲                           |
| 6月27日  | 宇宙よりも遠い場所 BD・DVD第4巻特典CD                                                                       | 白石結月（早見沙織） | 「フォローバックが止まらない」 | 電視動畫『比宇宙更遠的地方』插入歌                            |
| 6月27日  | ダーリン・イン・ザ・フランキス エンディング集 vol.2                                                         | XX:me | 「escape」 「ダーリン」 | 電視動畫『DARLING in the FRANXX』片尾曲                       |
| 6月27日  | ダーリン・イン・ザ・フランキス エンディング集 vol.2                                                         | 心（早見沙織） | 「ダーリン（TV Size ver.）」 | 電視動畫『DARLING in the FRANXX』關連曲                       |
| 8月1日   | CINDERELLA PARTY! でれぱ音頭 ＼ドンドンカッ／                                                               | 高垣楓（早見沙織） | 「FLY ME TO THE MOON」 | 廣播『CINDERELLA PARTY!』關連曲                               |
| 8月29日  | wicked prince                                                                                               | princess à la mode | 「wicked prince」 | 遊戲『〈物語〉シリーズ ぷくぷく』主題曲                       |
| 9月8日   | THE IDOLM@STER CINDERELLA GIRLS SS3A Live Sound Booth♪ 会場オリジナルCD                                     | 高垣楓（早見沙織） | 「命燃やして恋せよ乙女（M@STER VERSION）」 | 遊戲『偶像大師 灰姑娘女孩 星光舞台』關連曲                    |
| 9月26日  | 請問您今天要來點兔子嗎??キャラクターソロシリーズ04 青山ブルーマウンテン                                     | 青山Blue Mountain（早見沙織） | 「ラ・エレガンス」 「流星ガーデン」 「わーいわーいトライ！」 | 電視動畫『請問您今天要來點兔子嗎??』關連曲                    |
| 12月28日 | アイドルマスター シンデレラガールズ After20 第2巻特別版特典CD                                               | 片桐早苗（和氣杏未）、川島瑞樹（東山奈央）、高垣楓（早見沙織） | 「命燃やして恋せよ乙女」 | 漫畫『偶像大師 灰姑娘女孩 After20』關連曲                     |
| 2019年   | | | |                                                               |
| 5月22日  | THE IDOLM@STER CINDERELLA GIRLS LITTLE STARS! Max Beat                                                      | 高垣楓（早見沙織）、鷹富士茄子（森下來奈）、二宮飛鳥（青木志貴）、松永涼（千菅春香）、大和亞季（村中知） | 「Max Beat」 | 電視動畫『灰姑娘女孩劇場』主題曲                              |
| 5月22日  | THE IDOLM@STER CINDERELLA GIRLS LITTLE STARS! Max Beat                                                      | 高垣楓（早見沙織） | 「Max Beat」 | 電視動畫『灰姑娘女孩劇場』關連曲                              |
| 5月17日  | 賭ケグルイ×× Blu-ray BOX 1                                                                                  | 蛇喰夢子（早見沙織）、夢見弖優芽美（芹澤優） | 「ツーペアの乙女」 | 電視動畫『狂賭之淵××』插入歌                                  |
| 6月28日  | 賭ケグルイ×× Blu-ray BOX 2                                                                                  | 蛇喰夢子（早見沙織） | 「ツーペアの乙女」 | 電視動畫『狂賭之淵××』關連曲                                  |
| 8月14日  | THE IDOLM@STER CINDERELLA GIRLS STARLIGHT MASTER 31 Pretty Liar                                             | 高垣楓（早見沙織）、速水奏（飯田友子） | 「Pretty Liar（M@STER VERSION）」 | 遊戲『偶像大師 灰姑娘女孩 星光舞台』關連曲                    |
| 9月18日  | Memories 〜あの花&ここさけ SONG COLLECTION〜                                                                | 本間芽衣子（茅野愛衣）、安城鳴子（戸松遥）、鶴見知利子（早見沙織） | 「H・A・N・A・B・I 〜君がいた夏〜」 | パチンコ『P我們仍未知道那天所看見的花的名字。』關連曲         |
| 9月26日  | かつて神だった獣たちへ Blu-ray 第1巻 初回特典CD                                                             | 碧翠絲（早見沙織） | 「Beatrice's Lullaby」 | 電視動畫『獵獸神兵』劇中歌                                    |
| 10月25日 | 彼方のアストラ BD・DVD上巻特典CD                                                                            | 溫琺·露（早見沙織） | 「Star of Hope」 | 電視動畫『彼方的阿斯特拉』插入歌                              |
| 10月30日 | プリンセスコネクト！Re:Dive PRICONNE CHARACTER SONG 10                                                      | 優衣（種田梨沙）、日和（東山奈央）、怜（早見沙織） | 「TwinkleStars」 | 遊戲『超異域公主連結☆Re:Dive』插入歌                          |
| 12月4日  | 請問您今天要來點兔子嗎??バースデイソングシリーズ 全巻購入特典CD                                             | 保登心愛（佐倉綾音）、香風智乃（水瀬瀨祈）、天天座理世（種田梨沙）、宇治松千夜（佐藤聰美）、桐間紗路（内田真禮）、條河麻耶（徳井青空）、奈津惠（村川梨衣）、青山Blue Mountain（早見沙織）、保登萌香（茅野愛衣） | 「ハピハピ♪バースデイソング」 | 電視動畫『請問您今天要來點兔子嗎??』關連曲                    |
| 12月11日 | THE IDOLM@STER CINDERELLA GIRLS STARLIGHT MASTER 34 Sunshine See May                                        | 高垣楓（早見沙織） | 「Blessing」 | 遊戲『偶像大師 灰姑娘女孩 星光舞台』關連曲                    |
| 12月11日 | Can you feel me? 〜私を見つけて〜                                                                           | 高嶺愛花（早見沙織）、小早川凜子（丹下櫻）、姊崎寧寧（皆口裕子） | 「Can you feel me? 〜私を見つけて〜」 | 遊戲『LovePlus』主題曲                                        |
| 12月12日 | 新櫻花大戰 初回限定版特典CD「歴代歌謡集」                                                                   | 天宮櫻（佐倉綾音）、東雲初穗（内田真禮）、望月薊（山村響）、安娜史塔西亞・帕爾馬（福原綾香）、庫拉麗絲（早見沙織） | 「檄！帝国華撃団〈新章〉」 | 遊戲『新櫻花大戰』片頭曲                                      |
| 12月12日 | 新櫻花大戰 初回限定版特典CD「歴代歌謡集」                                                                   | 天宮櫻（佐倉綾音）、東雲初穗（内田真禮）、望月薊（山村響）、安娜史塔西亞・帕爾馬（福原綾香）、庫拉麗絲（早見沙織） | 「奇跡の鐘（太正二十九年版）」 | 遊戲『新櫻花大戰』插入歌                                      |
| 12月12日 | 新櫻花大戰 初回限定版特典CD「歴代歌謡集」                                                                   | 天宮櫻（佐倉綾音）、東雲初穗（内田真礼）、望月薊（山村響）、安娜史塔西亞・帕爾馬（福原綾香）、庫拉麗絲（早見沙織）、黃郁（上坂堇）、蘭斯洛特（沼倉愛美）、艾麗絲（水樹奈奈） | 「新たなる」 | 遊戲『新櫻花大戰』片尾曲                                      |
| 12月12日 | 新櫻花大戰 初回限定版特典CD「歴代歌謡集」                                                                   | 庫拉麗絲（早見沙織） | 「輪舞」 | 遊戲『新櫻花大戰』關連曲                                      |
| 12月18日 | SHOW BY ROCK!! BEST Vol.3                                                                                   | 徒然なる操り霧幻庵［阿（早見沙織）］ | 「夜咲太鼓輝や打ち」 「思ひ出咲くや茜空」 | 遊戲『SHOW BY ROCK!!』關連曲                                  |
| 12月25日 | 彼方のアストラ BD・DVD下巻特典CD                                                                            | 溫琺·露（早見沙織） | 「アストラ号の冒険」 | 電視動畫『彼方的阿斯特拉』插入歌                              |
| 2020年   | | | |                                                               |
| 1月29日  | アズールレーン クロスウェーブ オリジナル・サウンドトラック                                                  | 島風（早見沙織） | 「自由の暁」 | 遊戲『碧藍航線』主題歌                                        |
| 2月5日   | 異世界ショータイム/ポンコツ！異世界シアター                                                                 | 夏提雅（上坂堇）、惠惠（高橋李依）、雷姆（水瀨祈）、維夏（早見沙織） | 「ポンコツ！異世界シアター」 | 電視動畫『異世界四重奏2』片尾曲                               |
| 3月25日  | プリンセスコネクト！Re:Dive PRICONNE CHARACTER SONG 13                                                      | 貪吃佩可（M・A・O）、可可蘿（伊藤美來）、凱留（立花理香）、優衣（種田梨沙）、日和（東山奈央）、怜（早見沙織）、雪菲（近藤玲奈） | 「Mirage Game」 | 遊戲『超異域公主連結☆Re:Dive』第2部主題曲                     |
| 3月25日  | TARI TARI 白浜坂高校合唱（時々バドミントン）部ベストアルバム                                                | 白浜坂高校合唱部 | 「思い出の向こうへ」 | 小説『TARI TARI 〜既是萌芽 又是照耀 不時歌唱〜』插曲          |
| 4月22日  | 請問您今天要來點兔子嗎??Selection of April Fools' Day                                                       | Diva | 「かさねおり」 | 電視動畫『請問您今天要來點兔子嗎??』關連曲                    |
| 5月27日  | 桜夢見し | 帝国歌劇團・花組、艾麗絲（水樹奈奈）、蘭斯洛特（沼倉愛美）、黃郁（上坂堇） | 「桜夢見し」 | 電視動畫『新櫻花大戰 the Animation』片尾曲                    |
| 5月27日  | 桜夢見し | 帝国歌劇團・花組 | 「桜夢見し」 | 電視動畫『新櫻花大戰 the Animation』片尾曲                    |
| 7月15日  | ダイヤモンドの純度                                                                                          | 雪之下雪乃（早見沙織）、由比浜結衣（東山奈央） | 「ダイヤモンドの純度」 | 電視動畫『果然我的青春戀愛喜劇搞錯了。完』片尾曲              |
| 7月15日  | ダイヤモンドの純度                                                                                          | 雪之下雪乃（早見沙織） | 「ダイヤモンドの純度 〜Yukino Ballade〜」 | 電視動畫『果然我的青春戀愛喜劇搞錯了。完』片尾曲              |
| 9月19日  | Blend of Letters                                                                                            | 青山Blue Mountain（早見沙織） | 「風の便り」 | 電視動畫『請問您今天要來點兔子嗎？』關連曲                    |
| 10月7日  | THE IDOLM@STER CINDERELLA GIRLS Live Broadcast 24magic 〜シンデレラたちの24時間生放送！〜 オリジナルCD      | 高垣楓（早見沙織） | 「Pretty Liar（M@STER VERSION）」 | 遊戲『偶像大師 灰姑娘女孩 星光舞台』關連曲                    |
| 11月11日 | THE IDOLM@STER CINDERELLA GIRLS STARLIGHT MASTER GOLD RUSH! 04 ヒーローヴァーサスレイナンジョー             | 高垣楓（早見沙織） | 「鳥の詩」 | 遊戲『偶像大師 灰姑娘女孩 星光舞台』關連曲                    |
| 11月11日 | 新櫻花大戰 the Animation オリジナルサウンドトラック                                                         | 帝国歌劇團・花組 | 「スタァ誕生」 | 電視動畫『新櫻花大戰 the Animation』插入歌                    |
| 11月11日 | 新櫻花大戰 the Animation オリジナルサウンドトラック                                                         | 帝国歌劇團・花組 with 克拉拉（和多田美咲） | 「スタァ誕生」 | 電視動畫『新櫻花大戰 the Animation』片尾曲                    |
| 11月11日 | 新櫻花大戰 the Animation オリジナルサウンドトラック                                                         | 帝国歌劇團・花組 | 「スタァ誕生（別バージョン）」 | 電視動畫『新櫻花大戰 the Animation』關連曲                    |
| 11月11日 | 請問您今天要來點兔子嗎？ リアレンジ&カバーアルバム                                                          | 青山Blue Mountain（早見沙織） | 「怪盗ラパン -The Phantom Thief Lapin-」 | 電視動畫『請問您今天要來點兔子嗎？』關連曲                    |
| 11月11日 | 請問您今天要來點兔子嗎？ リアレンジ&カバーアルバム                                                          | 天天座理世（種田梨沙）、保登萌香（茅野愛衣）、青山Blue Mountain（早見沙織） | 「ときめきLOOPにのって」 | 電視動畫『請問您今天要來點兔子嗎？』關連曲                    |
| 11月27日 | 果然我的青春戀愛喜劇搞錯了。完                                                                              | 雪之下雪乃（早見沙織） | 「エブリデイ is パーフェクト」 | 電視動畫『果然我的青春戀愛喜劇搞錯了。完』關連曲              |
| 12月2日  | THE IDOLM@STER CINDERELLA MASTER Never ends ＆ Brand new!                                                   | THE IDOLM@STER CINDERELLA GIRLS for BEST5! | 「Never ends」 | 遊戲『偶像大師 灰姑娘女孩』關連曲                             |
| 12月16日 | 魔法科高中的劣等生 來訪者編 BD・DVD 第1巻特典CD                                                             | 司波深雪（早見沙織）、安潔莉娜・庫都・希爾茲（日笠陽子） | 「Rivalry」 | 電視動畫『魔法科高中的劣等生 來訪者編』關連曲                 |
| 12月16日 | 魔法科高中的劣等生 來訪者編 BD・DVD 第1巻特典CD                                                             | 司波深雪（早見沙織）、安潔莉娜・庫都・希爾茲（日笠陽子） | 「燦然RELOADED」 | 遊戲『魔法科高中的劣等生 リローデッド・メモリ』主題歌         |
| 12月23日 | プリンセスコネクト！Re:Dive PRICONNE CHARACTER SONG 19                                                      | 怜（早見沙織）、紡希（木戸衣吹） | 「Paradox」 | 遊戲『超異域公主連結☆Re:Dive』插入歌                          |
| 12月23日 | プリンセスコネクト！Re:Dive PRICONNE CHARACTER SONG 19                                                      | 怜（早見沙織） | 「Paradox」 | 遊戲『超異域公主連結☆Re:Dive』插入歌                          |
| 2021年   | | | |                                                               |
| 2月26日  | 請問您今天要來點兔子嗎？ BLOOM BD・DVD第3巻特典CD                                                           | 青山Blue Mountain（早見沙織）、真手凛（木村珠莉） | 「きらめきのみぞ知る行方」 | 電視動畫『請問您今天要來點兔子嗎？BLOOM』關連曲               |
| 4月7日   | TVアニメ「SHOW BY ROCK!! STARS!!」挿入歌ミニアルバム Vol.2                                                  | 徒然なる操り霧幻庵 | 「乙女陽炎」 | 電視動畫『SHOW BY ROCK!! STARS!!』插入歌                      |
| 4月21日  | SHOW BY ROCK!! BEST Vol.4                                                                                   | 徒然なる操り霧幻庵［阿（早見沙織）］ | 「黎明二咲ケ」 「恋詠ノ蝶」 | 遊戲『SHOW BY ROCK!! Fes A Live』關連曲                       |
| 6月2日   | Fate/Grand Carnival 1st Season 完全生産限定版特典CD                                                         | 瑪修·基利艾拉特（高橋李依）、尼托克里絲（田中美海）、伊莉莎白·巴托里（大久保瑠美）、酒呑童子（悠木碧）、茨木童子（東山奈央）、女王梅芙（佐倉綾音）、阿塔蘭塔（早見沙織）、謎之女主角X（川澄綾子）、伊絲塔（植田佳奈）、尼祿·克勞狄烏斯（丹下櫻）、シトナイ（門脇舞以） | 「すーぱー☆あふぇくしょん」 | OVA『Fate/Grand Carnival』主題曲                              |
| 6月16日  | SHOW BY ROCK!! STARS!! BD第3巻特典CD                                                                        | 希安（稻川英里）、阿（早見沙織）、愛蓮（野口瑠璃子）、柴犬琳（高野麻里佳） | 「グッデイバイデイ」 | 電視動畫『SHOW BY ROCK!! STARS!!』關連曲                      |
| 9月29日  | 魔法科高中的優等生 BD・DVD第1巻特典CD                                                                       | 司波深雪（早見沙織） | 「Felicity」 | 電視動畫『魔法科高中的優等生』關連曲                          |
| 10月27日 | アノーイング！さんさんウィーク！                                                                            | 五十嵐双葉（楠木燈）、櫻井桃子（早見沙織）、黑部夏美（青山玲菜）、月城莫娜（古賀葵） | 「アノーイング！さんさんウィーク！」 | 電視動畫『前輩有夠煩』片頭曲                                  |
| 10月27日 | アノーイング！さんさんウィーク！                                                                            | 五十嵐双葉（楠木燈）、櫻井桃子（早見沙織）、黑部夏美（青山玲菜）、月城莫娜（古賀葵） | 「アイドルソングうたってみた」 | 電視動畫『前輩有夠煩』關連曲                                  |
| 11月10日 | THE IDOLM@STER CINDERELLA GIRLS 10th ANNIVERSARY M@GICAL WONDERLAND TOUR!!! MerryMaerchen Land オリジナルCD | 高垣楓（早見沙織） | 「輝く世界の魔法（M@STER VERSION）」 「Absolute NIne」 「つぼみ」 | 遊戲『偶像大師 灰姑娘女孩』關連曲                             |
| 11月17日 | 走れ！「バトルアスリーテス大運動会 ReSTART!」究極のキャラソンアルバム                                       | ヤナ・クリストファ（早見沙織） | 「オリーブの窓」 | 電視動畫『バトルアスリーテス大運動会 ReSTART!』關連曲         |